# Epcot
Koordinaten: 28° 22′ 16″ N, 81° 33′ 0″ W
Epcot (Eigenschreibweise EPCOT) ist einer von vier Themenparks im Walt Disney World Resort in Bay Lake (Florida) in der Nähe von Orlando. Der Park wird von der Walt Disney Company über deren Geschäftsbereich Parks, Experiences and Products betrieben. Inspiriert von einem nicht realisierten Konzept von Walt Disney wurde der Park am 1. Oktober 1982 als Epcot Center eröffnet und war nach dem Magic Kingdom der zweite Park des Resorts. Mit einer Fläche von rund 120 Hektar ist Epcot doppelt so groß wie der Magic Kingdom-Park. Der Park widmet sich den menschlichen Errungenschaften, insbesondere technischen Innovationen und internationaler Kultur, und wird auch als „permanente Weltausstellung“ bezeichnet. Epcot ist in vier große Bereiche gegliedert: World Celebration, World Nature, World Discovery und World Showcase. Wahrzeichen des Parks ist das „Spaceship Earth“, eine geodätische Kugel.
Im Jahr 2023 verzeichnete Epcot einen deutlichen Anstieg der Besucherzahlen auf nahezu 12 Millionen, was einem Zuwachs von etwa 20 % im Vergleich zum Vorjahr entspricht. Damit war Epcot der drittmeistbesuchte Themenpark in Nordamerika und der sechstmeistbesuchte weltweit.

## Geschichte

### 1960er: Experimental Prototype Community of Tomorrow

#### Walt Disneys Vision und der ursprüngliche Entwurf für EPCOT

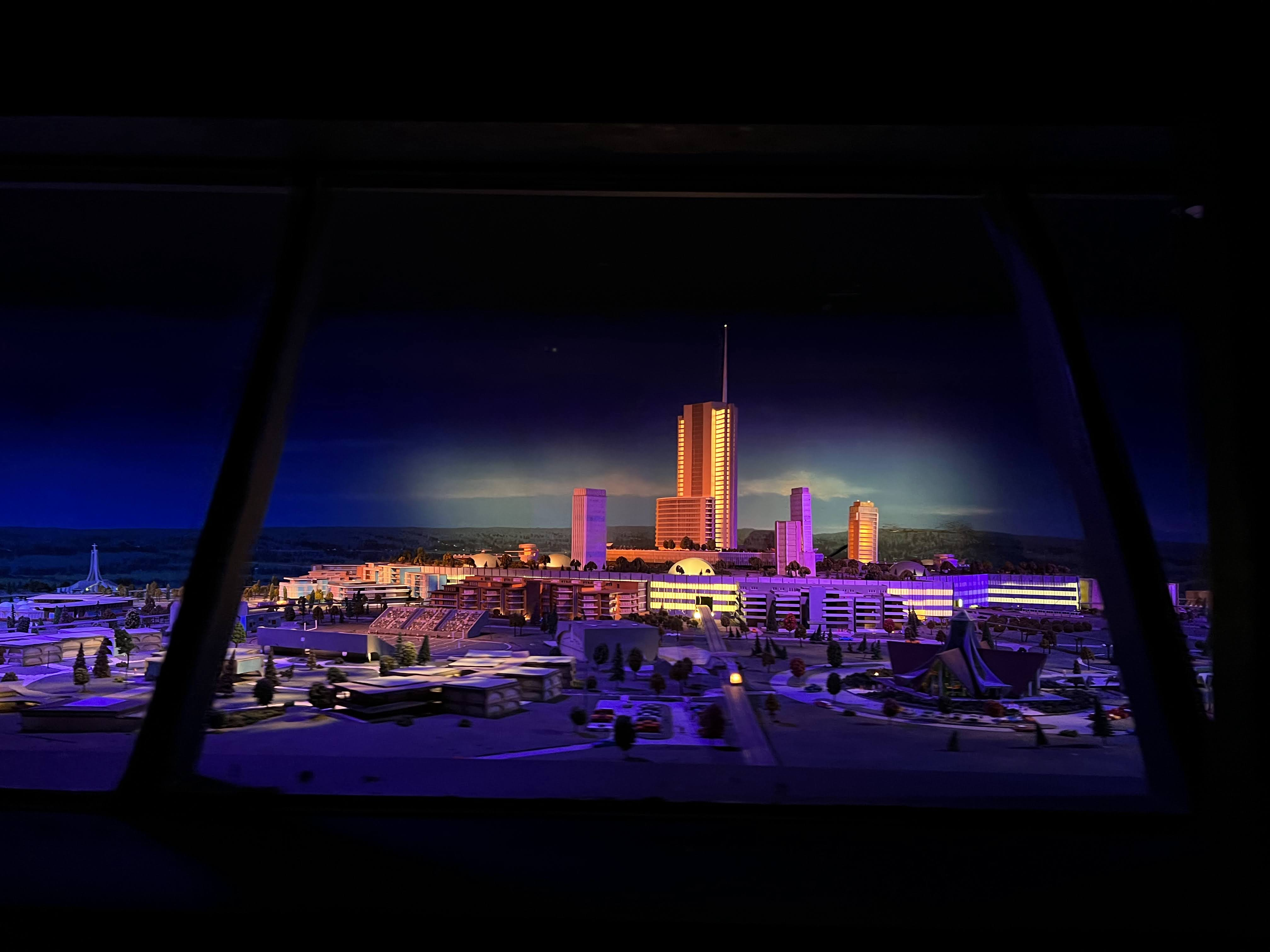
Modell der frühen Vision von Epcot als futuristische Stadt.

Das Konzept der „Experimental Prototype Community of Tomorrow“ (EPCOT) wurde in den 1960er Jahren von Walt Disney und WED Enterprises (heute Walt Disney Imagineering) entwickelt. Walt Disney sah EPCOT als lebendige, nie vollendete Stadt, die kontinuierlich neue Ansätze in Stadtplanung, Technologie und Lebensqualität erprobt. In seinen Worten sollte EPCOT eine „Community of tomorrow“ sein – ein Modell für nachhaltiges urbanes Leben und eine Inspiration für Städte weltweit. Disney plante eine Stadt für etwa 20.000 Bewohner, angeordnet in einem radialen Design mit einem zentralen, 50-stöckigen Hotel, umgeben von Geschäfts-, Wohn- und Grünzonen, verbunden durch ein Monorail- und Peoplemover-System. Er betonte, dass EPCOT kein Vergnügungspark, sondern ein lebendes Labor für Innovationen sein sollte, in dem Bewohner und Besucher neue Technologien direkt erleben könnten.
Disney ließ sich von städtebaulichen Konzepten visionärer Planer wie Victor Gruen, Ebenezer Howard, Le Corbusier und Christopher Alexander inspirieren. Diese Ideen prägten das Design von EPCOT, das eine hochverdichtete Zentralzone mit einem effizienten Transportsystem vorsah, um die umliegenden Wohngebiete zu vernetzen. Ziel war es, eine nachhaltige, sichere und lebenswerte Umgebung zu schaffen, die den Lebensstandard ihrer Bewohner stetig verbessert.

#### Standortwahl und erste Schritte im „Florida-Projekt“
Für EPCOT prüfte Disney verschiedene Standorte, darunter St. Louis, New York City und Washington D.C. Letztlich fiel die Wahl auf Zentralflorida, da das milde Klima und die Verfügbarkeit großer, kostengünstiger Landflächen ideale Bedingungen boten. Um Spekulationen zu vermeiden, begann Walt Disney, Land in den Osceola und Orange geheim zu erwerben. Bis Juni 1965 sicherte er sich 11.101,74 Hektar – etwa doppelt so groß wie Manhattan – für rund 5,1 Millionen Dollar (2025: 50,7 Millionen Dollar) erworben. Die Käufe erfolgten über Scheinfirmen wie die „Latin-American Development and Managers Corporation“, um Anonymität zu wahren und Preisspekulationen zu verhindern.
Im Rahmen des „Florida-Projekts“ plante Disney, EPCOT neben einem Disneyland-ähnlichen Themenpark, einem Industriegebiet und einem Flughafen als Teil von Disney World zu entwickeln. Nach Herausforderungen mit lokalen Bauvorschriften bei Disneyland in Kalifornien schuf Disney den Reedy Creek Improvement District (RCID), um Bau- und Verwaltungsprozesse flexibel zu gestalten. Der, inzwischen aufgelöste, RCID erhielt von Floridas Legislative und Gouverneur außergewöhnliche Befugnisse, die Disney nahezu uneingeschränkte Autonomie über sein Projekt gewährten. Diese umfassten Kontrolle über Bauvorschriften, Steuern und Infrastruktur, wodurch Disney World eine quasi-staatliche Einheit wurde.

#### Präsentation von EPCOT und Walt Disneys Tod
Um die Unterstützung der Industrie zu gewinnen, produzierte Disney im Oktober 1966 einen Film, in dem er seine Vision für EPCOT vorstellte. Geschrieben von Marty Sklar und inszeniert von Ham Luske, betonte der Film, in dem Disney selbst auftrat, die innovative und experimentelle Natur der Stadt der Zukunft. Der Film wurde am 2. Februar 1967 vor lokalen Politikern und Unternehmern in Florida gezeigt, um die Genehmigung des RCID zu sichern. Disneys unerwarteter Tod im Dezember 1966 hinterließ eine Lücke im Projekt. Sein Bruder Roy übernahm die Leitung, doch ohne Walts visionäre Führung verlor EPCOT an Schwung.
Obwohl Roy Disney die Gründung des RCID durchsetzte, wurde klar, dass der Bau einer experimentellen Stadt zu riskant war. Stattdessen konzentrierte sich das Unternehmen auf das Magic Kingdom, das 1971 als Teil des Walt Disney World Resorts eröffnet wurde. Finanzielle Unsicherheiten und logistische Herausforderungen führten dazu, dass die ursprüngliche Stadtvision zugunsten eines Themenparks aufgegeben wurde.

### 1970er: Vom Stadtmodell zum Themenpark
In den späten 1970er Jahren setzte sich Disney-CEO Card Walker dafür ein, EPCOT in neuer Form zu verwirklichen. Trotz seines Engagements stieß er auf internen Widerstand, da der Vorstand die Umsetzbarkeit von Walt Disneys Stadtvision bezweifelte. Hohe Kosten, administrative Komplexität und Bedenken, ob ein Unternehmen eine funktionierende Stadt betreiben sollte, prägten die Diskussionen. Die Vorstellung, in einer vollständig kontrollierten Stadt zu leben, galt als unattraktiv und riskant.
Als Kompromiss wurde EPCOT als Themenpark konzipiert – das „EPCOT Center“. Es sollte Elemente von Disneys Vision bewahren, jedoch in einer Form, die einer permanenten Weltausstellung ähnelte. Der Park gliederte sich in zwei Bereiche: „Future World“, das technologische Innovationen präsentierte, und „World Showcase“, das Kulturen und Traditionen verschiedener Länder durch Pavillons darstellte. Die Idee einer Weltausstellung war stark von Disneys Erfahrungen bei der New York World’s Fair 1964–1965 geprägt, wo er Attraktionen wie „It’s a Small World“ entwickelte. Große Unternehmen wie General Electric, Kodak, AT&T und Exxon sponserten Pavillons in Future World, um ihre neuesten Technologien zu präsentieren.
Die Planung des Parks war von intensiven Debatten geprägt. Während einige die Betonung auf Spitzentechnologie und Wissenschaft bevorzugten, wollten andere internationale Zusammenarbeit und kulturelles Verständnis hervorheben. Letztlich entstand ein Park, der beide Aspekte vereinte. Der Bau begann 1979 und dauerte drei Jahre. Mit Kosten zwischen 800 Millionen und 1,4 Milliarden Dollar (2025: zwischen 3,5 und 6,1 Milliarden Dollar) war es eines der größten Bauprojekte seiner Zeit. Der Park erstreckte sich über etwa 120 Hektar, mit Parkplätzen von 57 Hektar für über 11.000 Fahrzeuge, einschließlich Bereichen für Busse und zusätzlichen Stellplätzen.
Am 1. Oktober 1982 eröffnete das EPCOT Center als bedeutende Erweiterung des Walt Disney World Resorts. Es kombinierte Bildung, Kultur und Unterhaltung und setzte Teile von Disneys Vision um, indem es Innovation und globalen Austausch förderte. Die Eröffnung wurde mit einer dreitägigen Feier begangen, an der Prominente, Politiker und internationale Vertreter teilnahmen.

### 1980er: Eröffnung und erste Jahre
Die Eröffnungszeremonie des EPCOT Centers am 1. Oktober 1982 war ein feierliches Ereignis. Tänzer und eine Band führten „We’ve Just Begun to Dream“ auf, ein Stück, das die visionäre Ausrichtung des Parks symbolisierte. Die Sherman-Brüder komponierten zudem „The World Showcase March“, um die Bedeutung des World Showcase als Zentrum internationaler Kultur zu unterstreichen.
Als Höhepunkt der Feierlichkeiten stiegen Tauben und bunte Luftballons in den Himmel. Im World Showcase traten Künstlergruppen auf, die die Vielfalt globaler Traditionen präsentierten und die internationale Verbundenheit des Parks feierten. Eine symbolische Zeremonie unterstrich die Botschaft des Friedens: Wasserproben aus 25 Flüssen weltweit – darunter Amazonas, Nil und Rhein – wurden in die „Fountain of Nations“ gegossen. Dieses Ritual betonte den interkulturellen Austausch, der EPCOT prägt. Der Brunnen blieb bis zur Modernisierung des Bereichs ein Symbol für globale Einheit.

### 1990er–2000er Jahre: Wandel der Vision

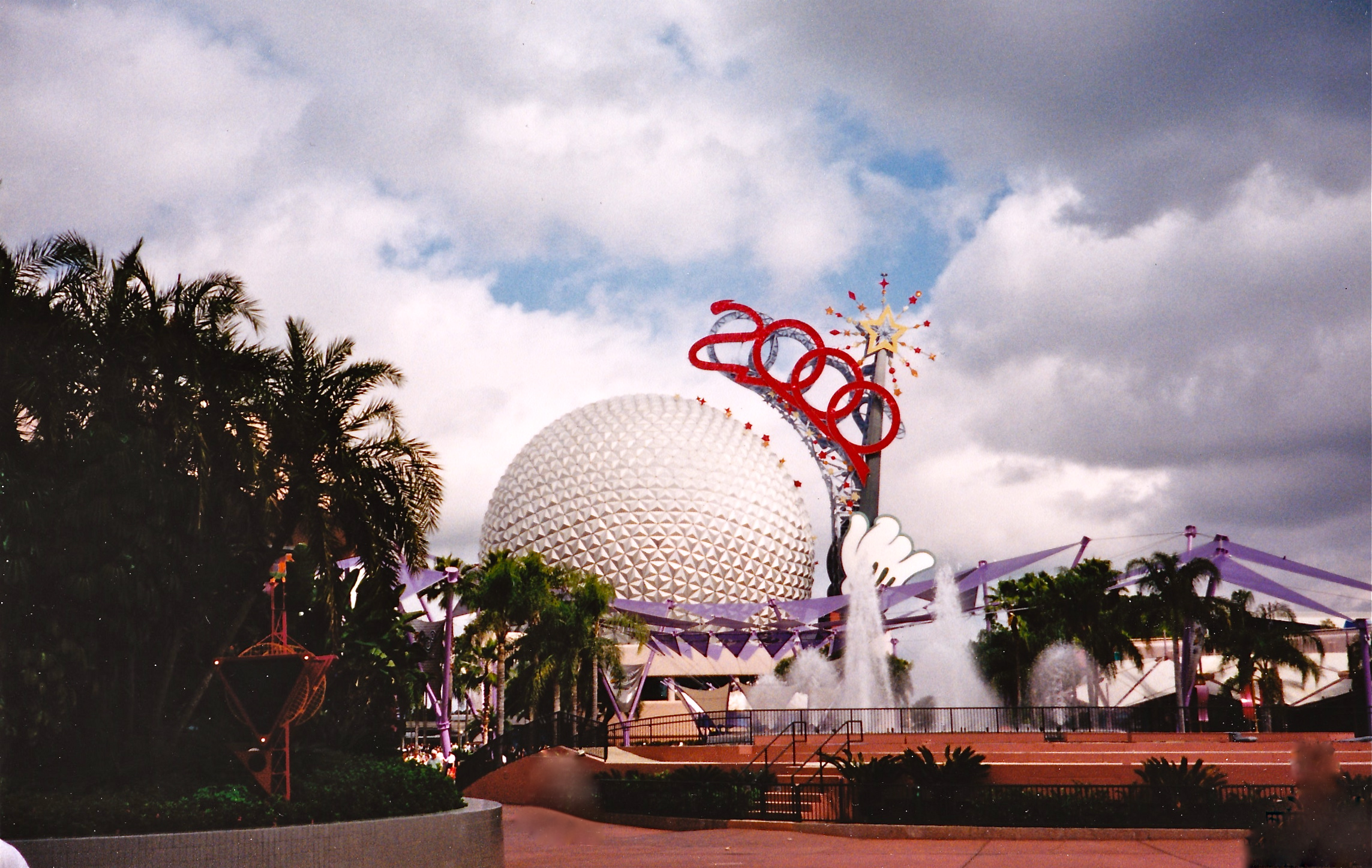
Epcot-Kugel im zur Jahrtausendwende

Trotz anfänglichen Erfolgs stand EPCOT in den 1990er Jahren vor der Herausforderung, mit technologischem Fortschritt und sich wandelnden Besucherinteressen Schritt zu halten. Der Park galt zunehmend als veraltet. Um die Attraktivität zu steigern, führte Disney saisonale Veranstaltungen wie das International Flower & Garden Festival und das International Food & Wine Festival ein. Diese Events wurden populär und zogen ein breiteres Publikum an.
Ab Mitte der 1990er Jahre verlagerte Disney den Fokus von Edutainment hin zu moderneren, unterhaltsameren Attraktionen. Viele Pavillons in Future World wurden überarbeitet oder ersetzt. 1996 wurde „Universe of Energy“ zu „Ellen’s Energy Adventure“, einer humorvollen Reise durch die Energiewelt mit Ellen DeGeneres und Bill Nye. Im selben Jahr ersetzte „Test Track“ die Attraktion „World of Motion“ und bot eine simulierte Autoteststrecke. Test Track wurde von General Motors gesponsert und war eine der ersten Thrill-Attraktionen im Park.
„Horizons“, eine Hommage an Zukunftsutopien, schloss 1999 und wurde 2003 durch „Mission: Space“ ersetzt, eine immersive Mars-Mission-Simulation. Zur Jahrtausendwende veranstaltete Walt Disney World die „Millennium Celebration“ in EPCOT, mit dem temporären Millennium Village Pavilion, der Kulturen aus über 50 Ländern präsentierte. „The Living Seas“ wurde 2005 zu „The Seas with Nemo & Friends“ umgestaltet, basierend auf „Findet Nemo“, um jüngere Gäste anzusprechen. Ebenfalls 2005 erweiterte „Soarin’“ den Pavillon „The Land“ mit einer virtuellen Flugreise über Kalifornien. 2007 erhielt der Mexiko-Pavillon „The Gran Fiesta Tour Starring The Three Caballeros“, eine überarbeitete Bootsfahrt mit Disney-Charakteren.
Der „Wonders of Life“-Pavillon, ursprünglich der Gesundheit gewidmet, schloss 2007 und wird seither für Festivals genutzt. Diese Änderungen spiegeln Disneys Bemühungen wider, EPCOT relevant und attraktiv zu halten.

### 2010er bis heute: Um- und Neugestaltung
2014 kündigte Disney an, die „Maelstrom“-Attraktion im Norwegen-Pavillon durch „Frozen Ever After“ zu ersetzen, basierend auf „Die Eiskönigin – Völlig unverfroren“. Die neue Attraktion, eröffnet im Juni 2016, wurde ein Publikumsmagnet, da sie gezielt Familien ansprach. Sie markierte einen stärkeren Fokus auf Disney-Charaktere im World Showcase.
Im November 2016 gab Disney eine umfassende Umgestaltung von EPCOT bekannt, um den Park „zeitlos, relevant und familienfreundlich“ zu machen. Im Juli 2017 wurden Pläne für neue Attraktionen wie „Guardians of the Galaxy: Cosmic Rewind“ in Future World und „Remy’s Ratatouille Adventure“ im Frankreich-Pavillon des World Showcase vorgestellt. „Ellen’s Energy Adventure“ schloss im August 2017, um Platz für die Guardians-Achterbahn zu schaffen. Sinkende Besucherzahlen unterstrichen die Notwendigkeit dieser Erneuerung.
Im Juli 2017 gab die Walt Disney Company dann offiziell bekannt, dass EPCOT eine mehrjährige Umgestaltungs- und Erweiterungsphase bevorsteht. Zu den geplanten Projekten gehörten neue Attraktionen wie „Guardians of the Galaxy: Cosmic Rewind“ in der Future World und „Remy’s Ratatouille Adventure“ im Frankreich-Pavillon des World Showcase. In Vorbereitung darauf wurde „Ellen’s Energy Adventure“ im August 2017 geschlossen, und das Innere des Gebäudes wurde entkernt, um Platz für die neue Guardians-of-the-Galaxy-Achterbahn zu schaffen. Der Park verzeichnete in dieser Zeit eine sinkende Besucherzahl und einen Verlust an Relevanz, was die Notwendigkeit dieser Umgestaltungsprojekte unterstrich.
Auf der D23 Expo 2019 kündigte Disney eine Neustrukturierung in vier Bereiche an: World Celebration, World Discovery, World Nature und World Showcase. Die Schreibweise des Namens wurde von „Epcot“ zu „EPCOT“ geändert, um an Disneys ursprüngliche Vision zu erinnern. Der ikonische „Spaceship Earth“-Pavillon blieb das Zentrum des Parks, mit Plänen für eine Modernisierung seiner Attraktion.
Die COVID-19-Pandemie zwang EPCOT vom 16. März bis 15. Juli 2020 zur Schließung. Nach der Wiedereröffnung galten Kapazitätslimits und eingestellte Shows. Dennoch schritten Bauarbeiten voran. „Remy’s Ratatouille Adventure“ eröffnete im Oktober 2021, „Guardians of the Galaxy: Cosmic Rewind“ im Mai 2022 als innovative Indoor-Achterbahn. Im Oktober 2023 startete „Journey of Water, Inspired by Moana“, eine interaktive Wasserattraktion im World Nature-Bereich. Im Dezember 2023 debütierte „Luminous: The Symphony of Us“, eine neue Abendshow mit Licht und Musik.
Im Juni 2024 wurden „CommuniCore Hall“ und „CommuniCore Plaza“ in World Celebration eröffnet, die als Veranstaltungsorte für Festivals dienen. Im Jahr 2025 wird die überarbeitete „Test Track“-Attraktion, entwickelt mit Chevrolet, wiedereröffnet, mit Fokus auf Automobilgeschichte und -zukunft. Zudem eröffnete Disney im März 2025 eine neue Lounge im Spaceship Earth, die als familienfreundlicher Treffpunkt mit modernem Design dient. Geplante Projekte wie ein Brasilien-Pavillon im World Showcase wurden 2024 auf unbestimmte Zeit verschoben, da Disney den Fokus auf bestehende Attraktionen legte.

### Chronik
Die folgende Tabelle gibt die Chronik des Parks seit seiner Planung wider.
| Datum      | Ereignisse | Ref.          |
| ---------- | --- | ------------- |
| 15.11.1965 | Pläne für Walt Disney World werden angekündigt. | [ 43 ]        |
| 27.10.1966 | Walt Disney stellt Projekt Florida in einem Film vor.                                                                                                   | [ 43 ]        |
| 15.05.1974 | Pläne für Epcot werden erstmals veröffentlicht. | [ 44 ]        |
| 14.07.1974 | Vorläufige Pläne für das Epcot Center angekündigt. | [ 45 ]        |
| 01.10.1978 | Disney gibt bekannt, dass das Epcot Center am 1. Oktober 1982 eröffnet wird.                                                                            | [ 46 ]        |
| 01.10.1979 | Spatenstich für Epcot. | [ 47 ]        |
| 01.06.1982 | Die Monorail zwischen Transportation and Ticket Center wird eröffnet.                                                                                   | [ 48 ] [ 49 ] |
| 01.10.1982 | Epcot Center wird eröffnet. | [ 50 ]        |
| 24.09.1982 | Cast Member Previews finden statt. | [ 43 ]        |
| 01.10.1982 | Epcot eröffnet mit fünf Future World und neun World Showcase Pavillons.                                                                                 | [ 43 ]        |
| 24.10.1982 | Die Eröffnungszeremonie wird abgehalten. | [ 51 ]        |
| 01.10.1983 | Horizons eröffnet zum einjährigen Geburtstag. | [ 43 ]        |
| 02.10.1983 | Erster Spatenstich für den marokkanischen Pavillon und die Attraktion The Living Seas.                                                                  |               |
| 01.10.1984 | Der Marokko-Pavillon wird eröffnet. |               |
| ??.12.1985 | Erster Spatenstich für den norwegischen Pavillon. |               |
| 27.05.1985 | Ronald Reagan hält seine zweite Amtseinführungsrede im amerikanischen Pavillon des World Showcase.                                                      |               |
| 15.01.1986 | Der Pavillon The Living Seas öffnet seine Tore | [ 43 ]        |
| 30.01.1988 | Erster Spatenstich für den Pavillon Wonders of Life. |               |
| 06.05.1988 | Der norwegische Pavillion wird eröffnet. |               |
| 19.10.1989 | Der Pavillon Wonders of Life wird eröffnet. | [ 43 ]        |
| 12.01.1990 | Epcot erhält einen zweiten Eingang, den International Gateway.                                                                                          |               |
| 12.01.1990 | Ein sowjetischer Pavillon wird angekündigt aber nie realisiert.                                                                                         |               |
| 01.01.1994 | Der Name des Parks wird von EPCOT Center zu EPCOT ’94 geändert.                                                                                         |               |
| 01.01.1995 | Der Name des Parks wird von EPCOT '94 zu EPCOT ’95 geändert.                                                                                            |               |
| 01.01.1996 | Der Name des Parks wird von EPCOT ’95 zu EPCOT geändert.                                                                                                |               |
| ??.??.1999 | Ein riesiger Micky-Maus-Arm und ein Zauberstab werden dem Spaceship Earth hinzugefügt.                                                                  |               |
| 17.03.1999 | Test Track wird eröffnet. | [ 43 ]        |
| 01.08.2000 | The Pavillion Horizons wird abgerissen. |               |
| 15.10.2003 | Die Attraktion Mission:Space öffnet ihre Tore. | [ 43 ]        |
| 05.05.2005 | Die Attraktion Soarin’ wird geöffnet. | [ 43 ]        |
| 21.04.2007 | Die Attraktion The Gran Fiesta Tour Starring The Three Caballeros im Mexiko-Pavillon eröffnet.                                                          |               |
| 20.06.2016 | Frozen Ever After im Norwegen-Pavillon eröffnet. |               |
| 13.08.2017 | Ellen’s Energy Adventure im Future World Pavillon schließt, um Platz für neue Attraktionen zu schaffen.                                                 |               |
| 18.08.2019 | Auf der D23 Expo wird die Umstrukturierung von EPCOT in vier Bereiche angekündigt: World Celebration, World Discovery, World Nature und World Showcase. |               |
| 16.03.2020 | EPCOT schließt aufgrund der COVID-19-Pandemie. |               |
| 15.07.2020 | EPCOT öffnet wieder mit neuen Sicherheitsmaßnahmen. |               |
| 01.10.2021 | Remy’s Ratatouille Adventure im Frankreich-Pavillon eröffnet.                                                                                           |               |
| 27.05.2022 | Guardians of the Galaxy: Cosmic Rewind in World Discovery eröffnet.                                                                                     |               |
| 16.10.2023 | Journey of Water, Inspired by Moana in World Nature eröffnet.                                                                                           |               |
| 05.12.2023 | Die Abendshow Luminous: The Symphony of Us debütiert.                                                                                                   |               |
| 17.06.2024 | CommuniCore Hall und CommuniCore Plaza in World Celebration eröffnen.                                                                                   |               |
| 15.03.2025 | Eine neue Lounge im Spaceship Earth eröffnet als familienfreundlicher Treffpunkt.                                                                       |               |

### Zugänge und Schließungen im Laufe der Betriebsjahre
Im Laufe der Betriebsjahre gab es folgende in der Liste genannten Zu- und Abgänge von Attraktionen.
| Datum | Zugänge | Schließungen |
| ----- | --- | --- |
| 1982  | Carneval de Lumier Feuerwerk | |
| 1983  | A New World Fantasy Feuerwerk The Horizons Pavillion | Carneval de Lumier Feuerwerk |
| 1984  | Backstage Magic Laserphonic Fantasy Show | A New World Fantasy Feuerwerk Astuter Computer Revue                                                                                     |
| 1985  | Marokko Pavillion Skyleidoscope | |
| 1986  | The Living Seas Captain EO | Magic Journeys |
| 1987  | Daredevil Circus Spectacular IllumiNations (Feuerwerkshow) | Skyleidoscope Laserphonic Fantasy |
| 1988  | Norwegen Pavillion Maelstrom | Daredevil Circus Spectacular |
| 1989  | Wonders of Life Pavillion | |
| 1990  | International Gateway | |
| 1991  | World News Center Surprise in the Skies | Electronic Forum |
| 1992  | 4000 qm Gewächshaus in The Land | |
| 1993  | Greenhouse Tours in The Land International Flower and Garden Festival Living with the Land Splashtacular The Magical World of Barbie                                                                                       | Backstage Magic Show Expo Robotics Listen to the Land Surprise in the Skies Tomorrow’s Harvest Tours                                     |
| 1994  | Candlelight Processional Honey, I Shrunk the Audience 3-D Bill Nye, the Science Guy Disney World Marathon Food Rocks Holidays Around the World Innoventions Pavillion Epcot Discovery Center Walt Disney Imagineering Labs | Captain EO Communicore Pavillion FutureCom Horizons Pavilion Kitchen Kabaret Magic House Splashtacular Epcot Outreach and Teacher Center |
| 1995  | Epcot International Food and Wine Festival Germany Railway Garden | The Magical World of Barbie Walt Disney Imagineering Labs                                                                                |
| 1996  | Behind the Seeds Tour Ellen’s Energy Crisis/Ellen’s Energy Adventure | IllumiNations World of Motion Bird and the Robot Show Greenhouse Tours                                                                   |
| 1998  | Driving Technologies Laboratory | Epcot Discovery Center Figment’s Corner Image Works Journey Into Imagination                                                             |
| 1999  | GM Assembly Experience imagination! Pavillion Journey Into YOUR Imagination Millenium Village Tapestry of Nations Parade Test Track                                                                                        | Horizons Pavilion |
| 2000  | Undiscovered Future World Tour | |
| 2001  | IllumiNations: Reflections of Earth | Coach’s Corner The Anacomical Players IllumiNations Journey into YOUR Imagination Millenium Village                                      |
| 2002  | The Epcot Seas Aqua Tour The Journey Into Imagination with Figment | Discover the Stories Behind the Magic The SeaCabs                                                                                        |
| 2003  | Reflections of China The Advanced Training Labs at Mission:Space Mission:Space | Tapestry of Dreams Wonders of China |
| 2004  | Bruce’s Shark World Figment’s Place Talk Turtle with Crush | Food Rocks Green Thumb Emporium The Making of Me Wonders of Life                                                                         |
| 2005  | Soarin | Fitness Fairgrounds Omnibus double decker                                                                                                |
| 2006  | The Seas with Nemo and Friends Pavilion The Seas with Nemo and Friends | The Lutron Home Theater Experience |
| 2007  | Gran Fiesta Tour Starring the Three Caballeros Turtle Talk with Crush (neuer Standort) | El Rio Del Tiempo Figment’s Place Wonders of Life                                                                                        |
| 2008  | Stormstruck: A Tale of Two Homes 4-D | |
| 2009  | Kim Possible World Showcase Adventure Sum of All Thrills | |
| 2010  | Captain EO | Honey, I Shrunk the Audience |
| 2012  | Agent P’s World Showcase Adventure Test Track Sponsored by Chevrolet | Kim Possible World Showcase Adventure GM Assembly Experience Test Track                                                                  |
| 2014  | Muppet Bureau of Investigation | Maelstrom |
| 2015  | | Capitain EO Innovations West |
| 2016  | Disney & Pixar Short Film Festival Frozen Ever After Royal Sommerhus | Sum of All Thrills Stormstruck: A Tale of Two Homes 4-D                                                                                  |
| 2017  | SpectacuLAB | Circle of Life: An Environmental Fable Ellen's Energy Adventure                                                                          |
| 2020  | Beauty and the Beast Sing-Along | |
| 2021  | Remy’s Ratatouille Adventure | |
| 2022  | Guardians of the Galaxy: Cosmic Rewind | |
| 2023  | Journey of Water, Inspired by Moana Luminous: The Symphony of Us | IllumiNations: Reflections of Earth |
| 2024  | CommuniCore Hall CommuniCore Plaza | |
| 2025  | Lounge im Spaceship Earth | |

## Widmung
Am 1. Oktober 1982 wurde der Themenpark eröffnet. Eine Gedenktafel an der Parkfront trägt die Widmung von E. Cardon Walker:

“To all who come to this place of joy, hope and friendship—welcome. EPCOT is inspired by Walt Disney’s creative vision. Here, human achievements are celebrated through imagination, wonders of enterprise and concepts of a future that promises new and exciting benefits for all. May EPCOT Center entertain, inform and inspire and above all, may it instill a new sense of belief and pride in man's ability to shape a world that offers hope to people everywhere in the world.”

„An alle, die an diesen Ort der Freude, Hoffnung und Freundschaft kommen – herzlich willkommen. EPCOT ist von der kreativen Vision Walt Disneys inspiriert. Hier werden menschliche Errungenschaften durch Fantasie, unternehmerische Wunder und Konzepte einer Zukunft gefeiert, die neue und aufregende Vorteile für alle verspricht. Möge das EPCOT Center unterhalten, informieren und inspirieren und vor allem, möge es ein neues Gefühl des Glaubens und des Stolzes auf die Fähigkeit des Menschen einflößen, eine Welt zu gestalten, die den Menschen überall auf der Welt Hoffnung gibt.“

## Anreise und Verkehrsanbindung
Epcot ist durch seine Lage im Walt Disney World Resort in Zentralflorida gut an verschiedene Verkehrsmittel angebunden und sowohl für lokale als auch internationale Besucher erreichbar. Der Park liegt in Bay Lake, Florida, etwa 35 Kilometer südwestlich des Orlando International Airport (MCO), einem der wichtigsten Flughäfen der Region. Die Anreise ist per Auto, Bus, Flugzeug oder Zug möglich, wobei das Disney World Resort ein eigenes, umfassendes Transportsystem bietet, das Epcot mit anderen Bereichen des Resorts verbindet.

### Allgemeine Verkehrsanbindung
Epcot ist über die Interstate 4 (I-4) und die State Road 536 leicht mit dem Auto erreichbar; Parkplätze für über 11.000 Fahrzeuge stehen zur Verfügung. Busse, darunter Shuttles vom Flughafen und regionale Linien, bieten Verbindungen nach Orlando und Umgebung. Der Orlando International Airport (MCO) ist der Hauptflughafen für Flugreisende, etwa 40 Minuten entfernt. Züge wie Amtrak stoppen am Bahnhof Orlando, etwa 30 Kilometer nordöstlich.

### Resort-Anbindungen
Das Walt Disney World Resort bietet ein internes Transportsystem, das Epcot nahtlos mit anderen Parks, Hotels und Einrichtungen verbindet. Eine Monorail-Linie, eröffnet am 1. Juni 1982, verbindet Epcot mit dem Transportation and Ticket Center, von wo aus Gäste weiter zum Magic Kingdom fahren können. Busse verkehren regelmäßig zwischen Epcot und allen Disney-Resort-Hotels sowie anderen Parks wie Hollywood Studios und Animal Kingdom. Zudem gibt es die Disney Skyliner, eine Gondelbahn, die seit 2019 Epcot mit Hollywood Studios und mehreren Resorts wie Disney’s Caribbean Beach Resort verbindet. Wasser-Taxis bieten eine Verbindung vom International Gateway-Eingang Epcots zu nahegelegenen Hotels wie Disney’s BoardWalk Inn.

## Themenbereiche

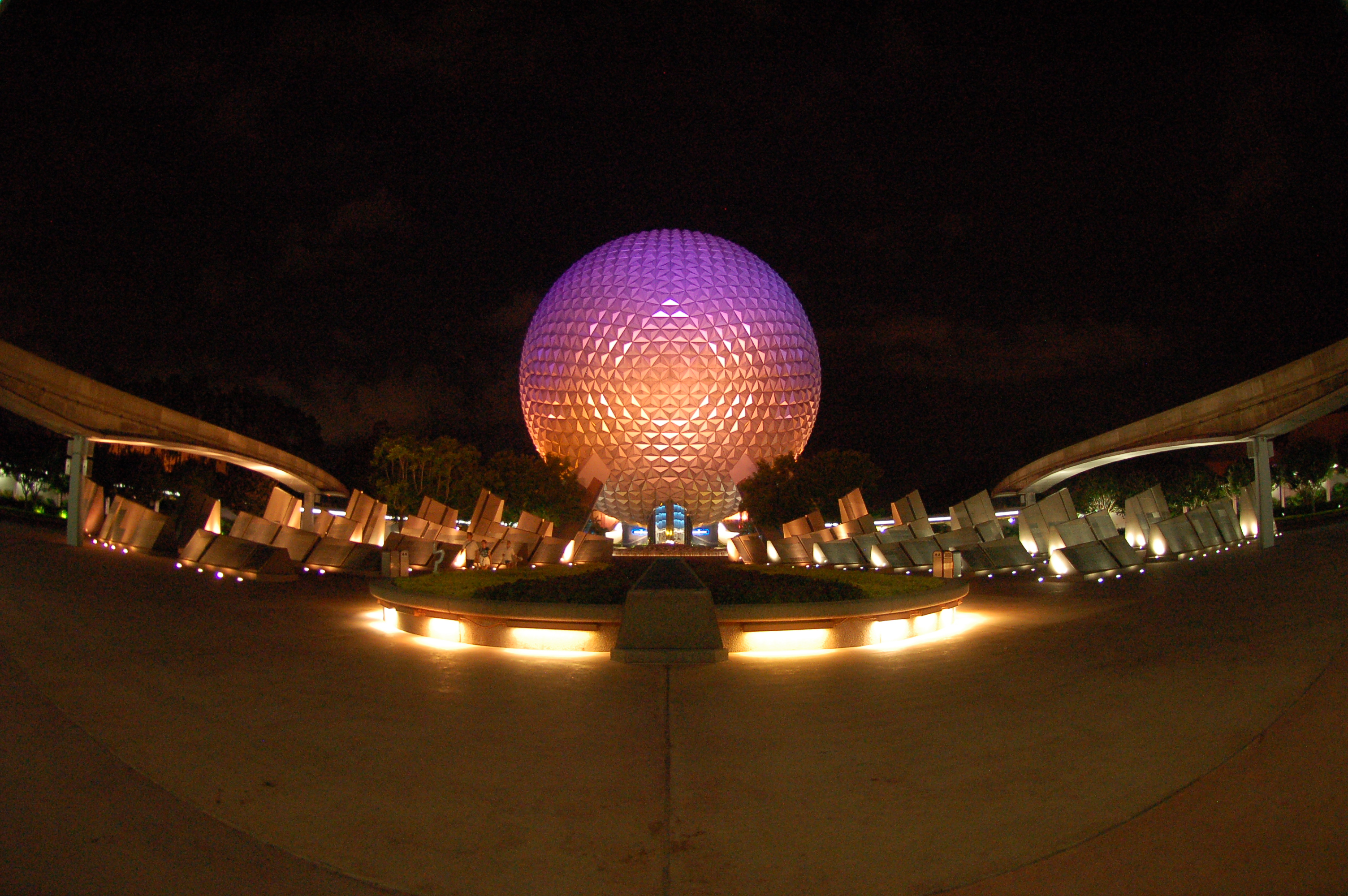
World Celebration
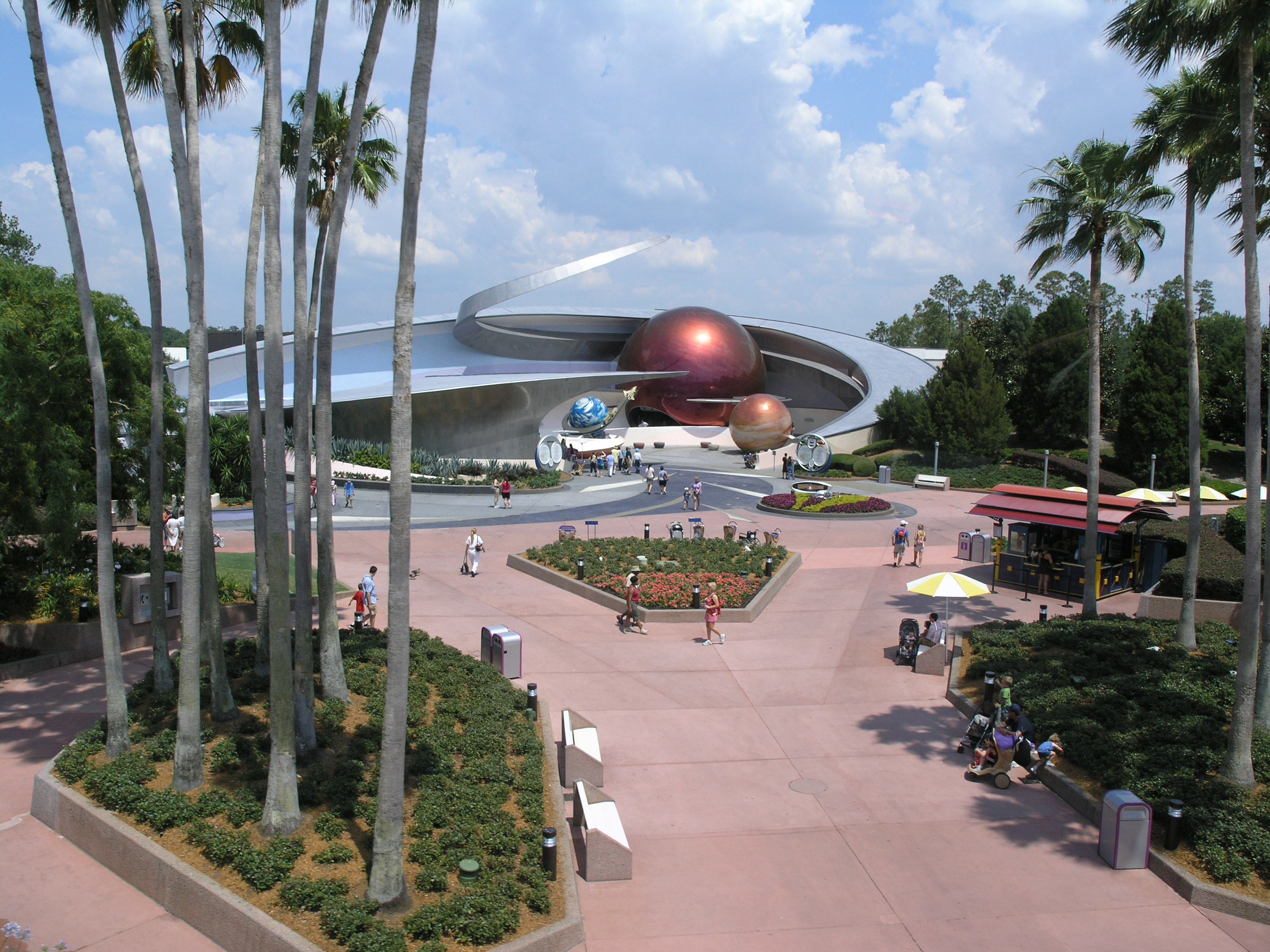
World Discovery
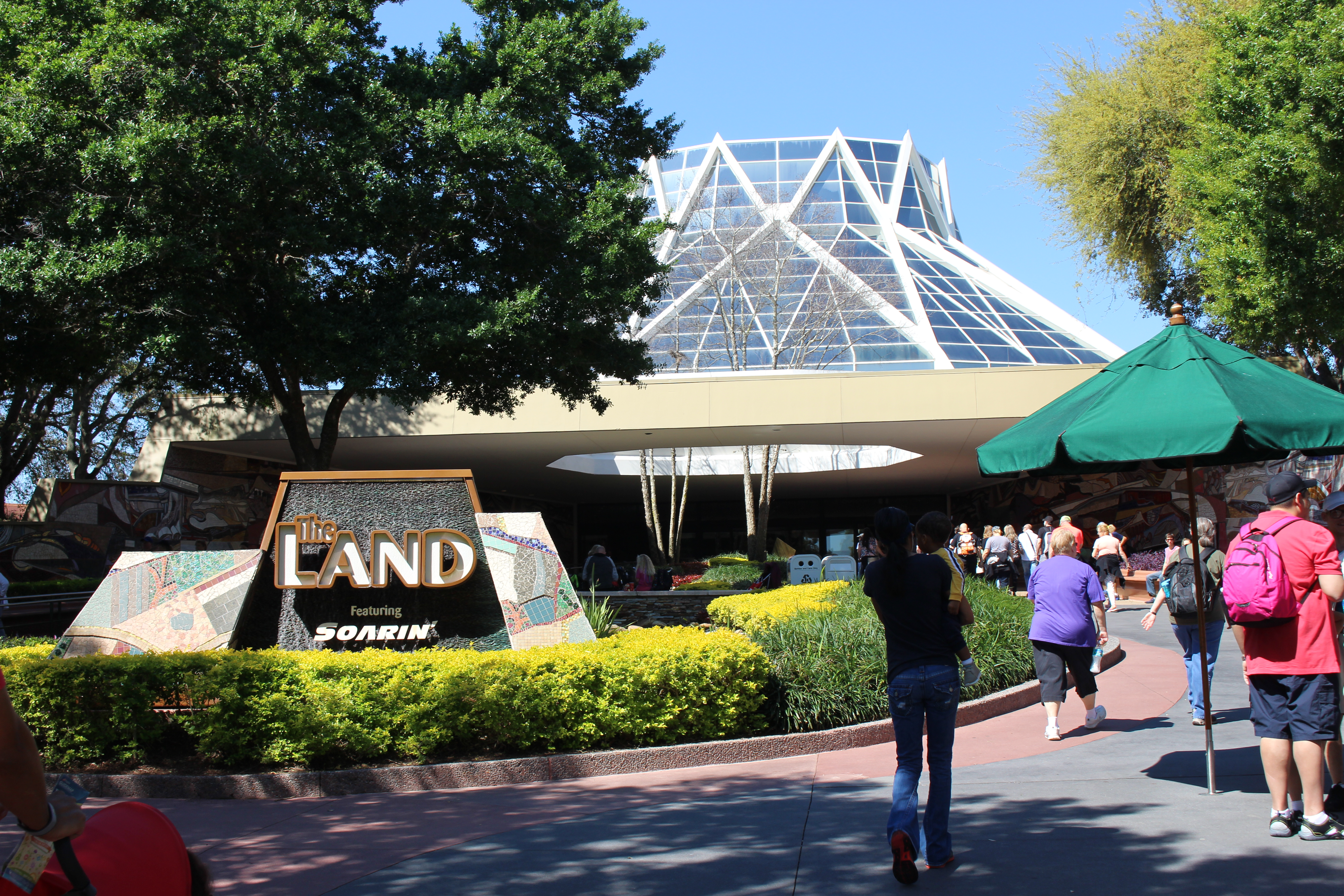
World Nature
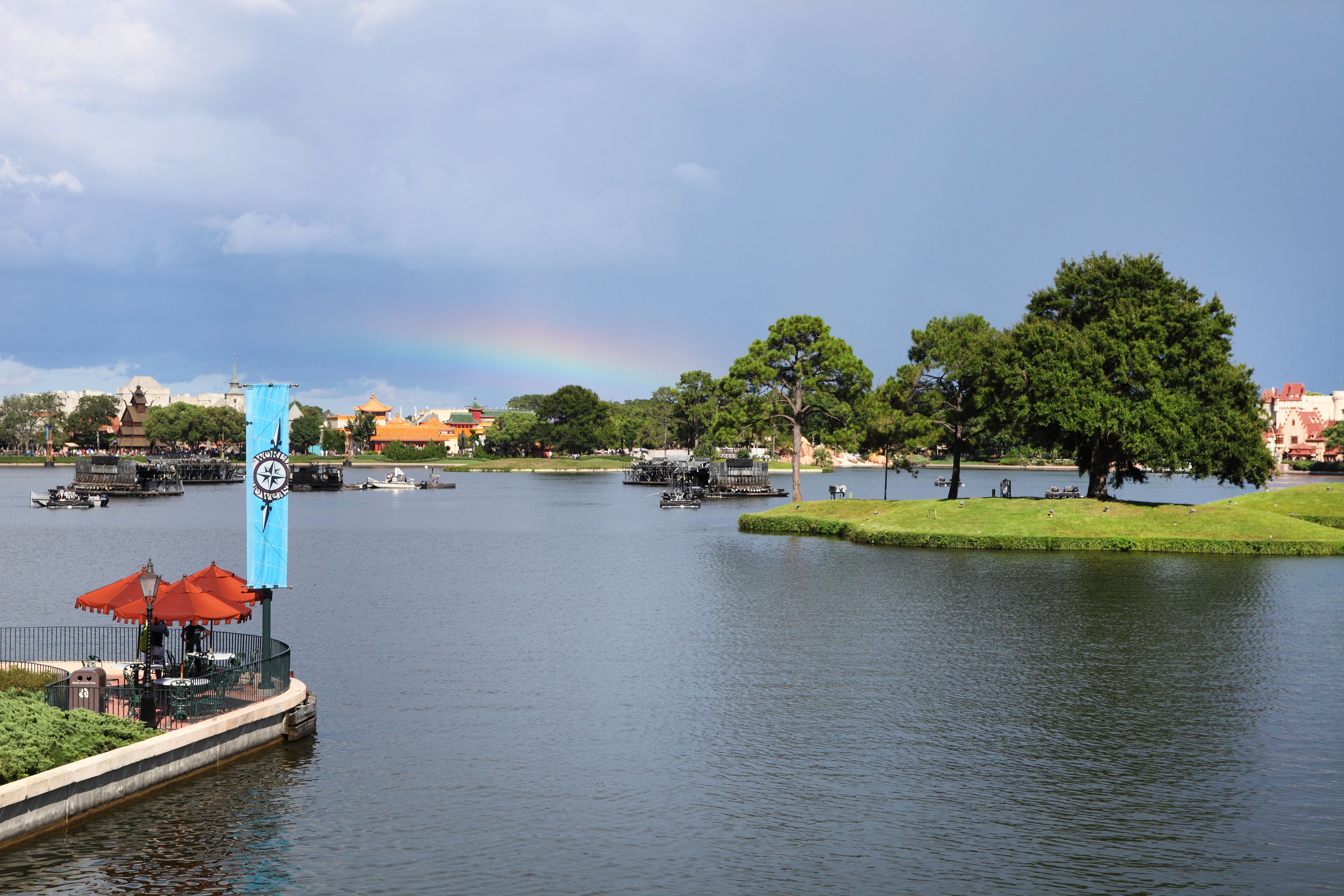
World Showcase

Epcot ist in vier Themenbereiche unterteilt, die als „Neighborhoods“ bezeichnet werden: World Celebration, World Discovery, World Nature und World Showcase. Der Haupteingang befindet sich in World Celebration und ist über die Monorail mit dem Transportation and Ticket Center verbunden, von wo aus Gäste auch das Magic Kingdom erreichen können. Ein zweiter Eingang, der International Gateway, liegt zwischen den Pavillons von Frankreich und Großbritannien im World Showcase. Dieser Zugang ist besonders praktisch für Besucher, die mit der Disney Skyliner anreisen, per Boot von den Disney’s Hollywood Studios kommen oder in den nahegelegenen Epcot Area Resorts, wie dem Disney’s BoardWalk Inn oder dem Disney’s Yacht Club Resort, übernachten.
Die Bereiche World Celebration, World Discovery und World Nature umfassen verschiedene Pavillons, die sich mit innovativen Aspekten von Technologie, Wissenschaft und Naturthemen auseinandersetzen. Jeder Pavillon bietet einzigartige Attraktionen und zeichnet sich durch eine charakteristische Architektur aus. Ursprünglich waren diese Bereiche unter dem Namen Future World zusammengefasst, der 1982 mit sechs Pavillons eröffnet wurde: Spaceship Earth, CommuniCore (bis 1994), Imagination!, The Land, Universe of Energy und World of Motion. Im folgenden Jahr kam der Horizons-Pavillon hinzu (1983 bis 1999), gefolgt von The Living Seas (1986, heute The Seas with Nemo & Friends) und Wonders of Life (1989 bis 2007), wodurch die Gesamtzahl der Pavillons auf neun stieg. In den folgenden Jahren wurden einige Pavillons geschlossen oder umgestaltet. So wurde Universe of Energy 1996 zu Ellen’s Energy Adventure und 2017 durch Guardians of the Galaxy: Cosmic Rewind ersetzt, während World of Motion 1996 durch Test Track abgelöst wurde. Auch der Fountain of Nations, ein großer runder Musikbrunnen, der bei der Eröffnung 1982 mit Wasserproben aus 25 Flüssen weltweit eingeweiht wurde, wurde 2019 entfernt, um Platz für die Umgestaltung von World Celebration zu schaffen. Ursprünglich wurden die Pavillons von Unternehmen wie General Electric, Exxon und AT&T gesponsert, die den Bau und die Instandhaltung finanzierten. Im Gegenzug waren Logos und Marketingelemente der Sponsoren in den Pavillons präsent. In den letzten Jahren hat sich die Sponsorensituation verändert, wobei Unternehmen wie Siemens (bis 2017 für Spaceship Earth) oder Chevrolet (für Test Track) weiterhin eine Rolle spielen, aber viele Pavillons nun ohne externe Sponsoren betrieben werden.
Jeder Pavillon in Future World hatte bei der Eröffnung ein eigenes rundes Logo, das auf Beschilderungen und in den Attraktionen sichtbar war. In den frühen 2000er Jahren wurden diese Logos schrittweise entfernt, und die Pavillons wurden stattdessen durch ihre Namen und Hauptattraktionen identifiziert. Dennoch blieben einige Hommagen an die ursprünglichen Logos erhalten, insbesondere in Merchandise-Artikeln. Auf der D23 Expo 2019 kündigte Disney an, die kreisförmigen Pavillon-Logos im Rahmen der Umgestaltung von Epcot wieder einzuführen – sowohl in klassischer Form als auch in neuen Designs, die die neuen Neighborhoods widerspiegeln. Im Zuge der Umgestaltung wurden die Logos 2021 in den neuen Bereichen World Celebration, World Discovery und World Nature eingeführt, wobei Spaceship Earth ein aktualisiertes, stilisiertes Logo erhielt.

### World Celebration

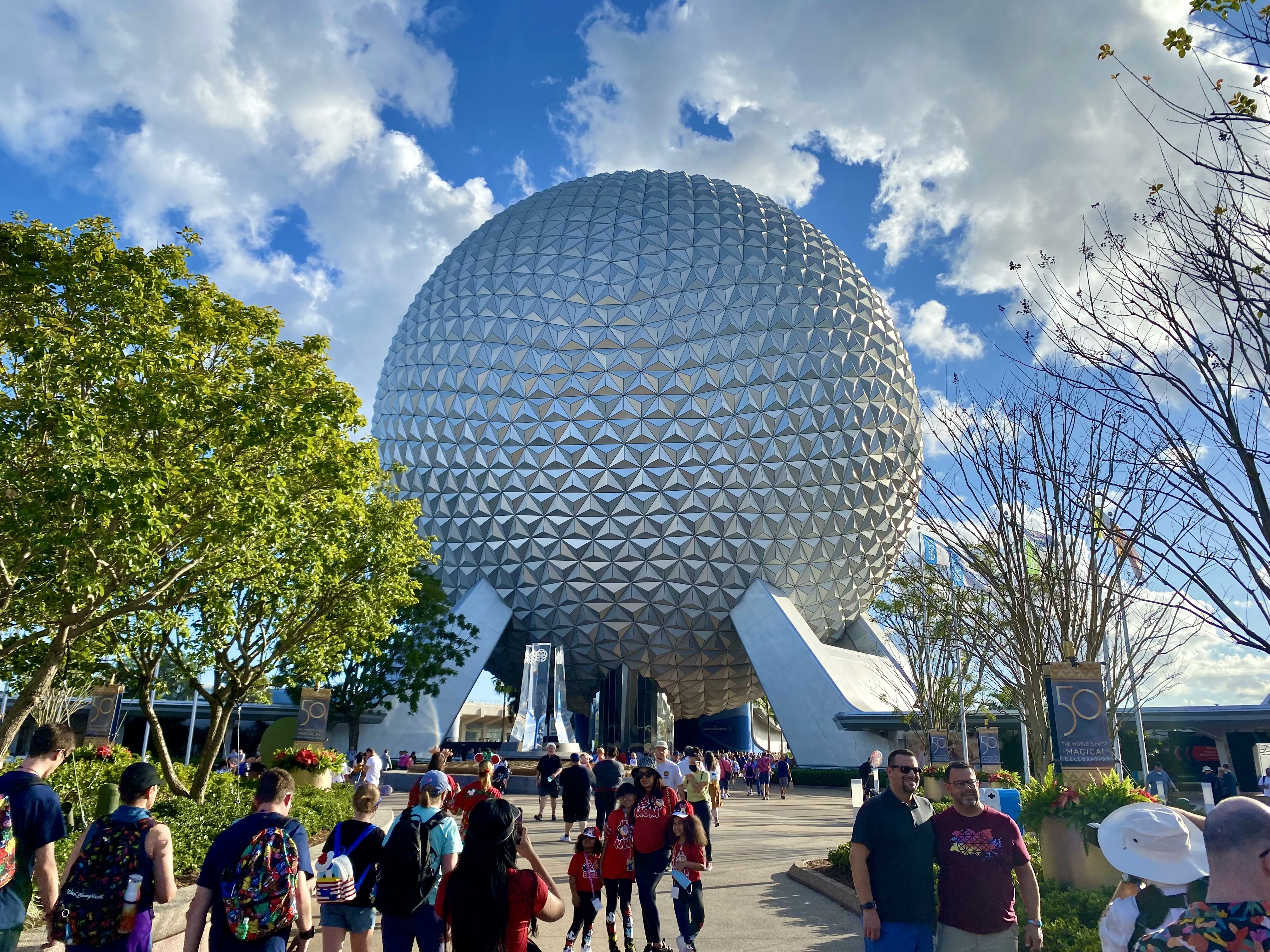
Spaceship Earth Pavillon
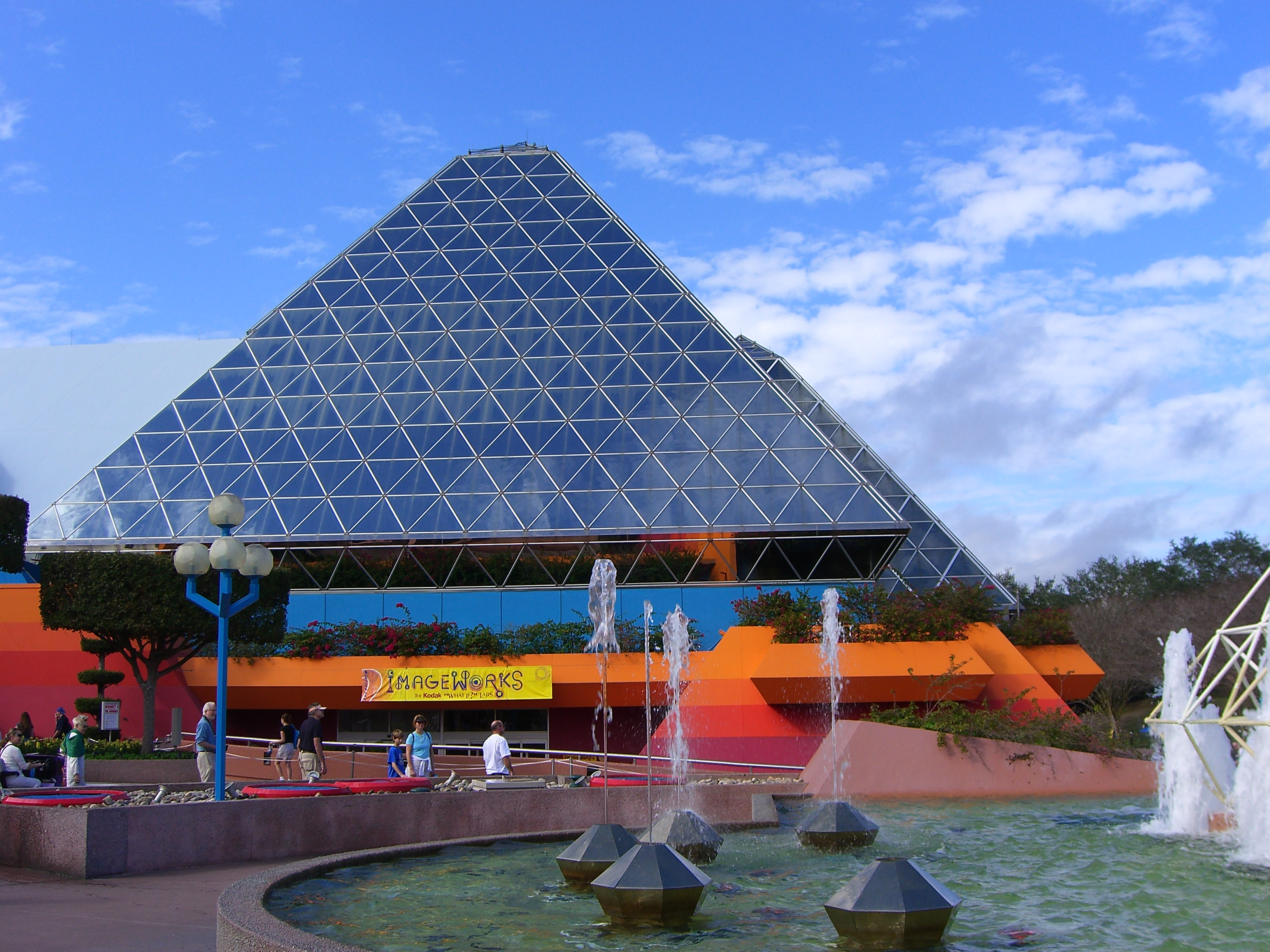
Imagination! Pavillon
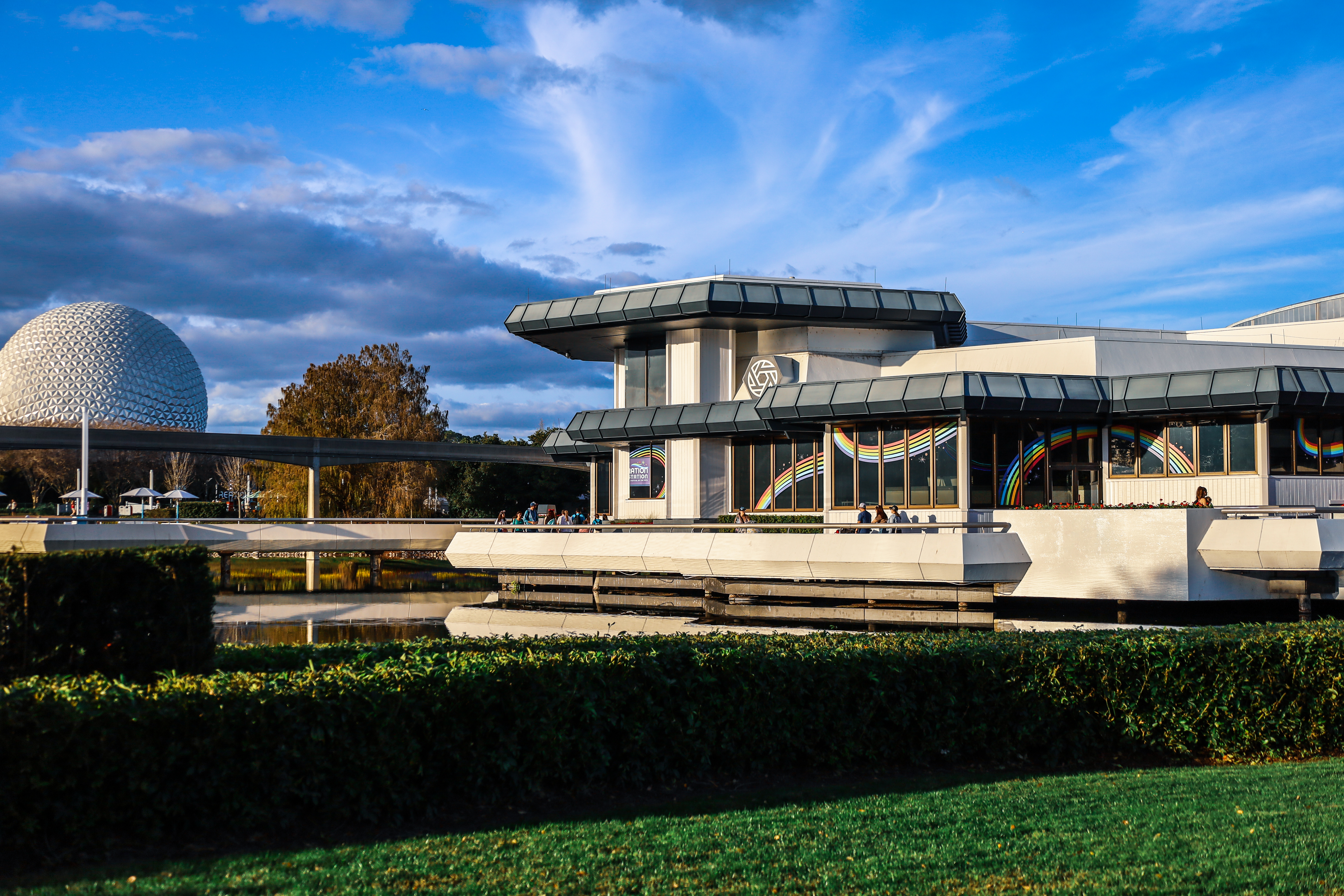
Odyssey Events Pavillon

World Celebration ist der zentrale Eingangsbereich von Epcot und verbindet die Themenbereiche World Discovery, World Nature und World Showcase. Der Bereich entstand aus dem ehemaligen Future World, das bei der Eröffnung von Epcot am 1. Oktober 1982 eingeführt wurde und ursprünglich sechs Pavillons umfasste, darunter Spaceship Earth und CommuniCore. Spaceship Earth, eine 55 Meter hohe geodätische Kugel, eröffnete 1982 und zeigt die Geschichte der menschlichen Kommunikation, während CommuniCore bis 1994 als Ausstellungszentrum für Technologie und Innovation diente, bevor es durch den Innovations Pavillon ersetzt wurde. Der Fountain of Nations, ein Musikbrunnen mit Wasserproben aus 25 Flüssen weltweit, war von 1982 bis 2019 ein zentraler Treffpunkt, wurde jedoch im Zuge der Umgestaltung abgerissen. Ab 2019 wurde Future World in die neuen Neighborhoods aufgeteilt, und World Celebration erhielt zwischen 2019 und 2024 eine umfassende Neugestaltung. Dreamers Point mit einer Statue von Walt Disney wurde am 5. Dezember 2023 enthüllt. Die World Celebration Gardens eröffneten 2023 und bieten geschwungene Wege, Sitzgelegenheiten und Beleuchtung. CommuniCore Hall und CommuniCore Plaza, eröffnet am 17. Juni 2024, dienen als Veranstaltungszentrum für Festivals wie das International Food & Wine Festival. Weitere Attraktionen sind Meet Mickey & Friends in der CommuniCore Hall und die temporäre Abendshow Epcot Forever, die seit 2024 auf dem World Showcase Lagoon stattfindet. Im März 2025 eröffnete eine neue Lounge in Spaceship Earth als familienfreundlicher Treffpunkt. World Celebration umfasst drei zentrale Pavillons, die den Bereich prägen:
- Der Spaceship Earth Pavillon ist das Wahrzeichen von Epcot und beherbergt die ikonische, 55 Meter hohe geodätische Kugel, die seit der Eröffnung 1982 die Attraktion Spaceship Earth umschließt. Diese 15-minütige Dunkelattraktion nimmt Gäste in Omnimover-Fahrzeugen auf eine Reise durch die Geschichte der menschlichen Kommunikation, von Höhlenmalereien über Hieroglyphen bis hin zu modernen Errungenschaften wie dem Internet. Die Fahrt wurde mehrfach aktualisiert (1986, 1994 und 2007, mit einer Erzählung von Dame Judi Dench seit 2008), wobei ein geplantes Update, „Spaceship Earth: Our Shared Story“, 2020 aufgrund der COVID-19-Pandemie verschoben wurde. Nach der Fahrt können Gäste seit 2007 die interaktive Ausstellung Project Tomorrow: Inventing the Wonders of the Future erleben, die nach dem Ausstieg von Sponsor Siemens (2005–2017) ohne Branding fortgeführt wurde. Die Ausstellung zeigt innovative Technologien in Bereichen wie Medizin, Transport und Energiemanagement, mit Spielen wie „Body Builder“, einem 3D-Spiel zum Zusammenbau eines menschlichen Körpers. Am 4. Juni 2025 eröffnet die exklusive, nur für Erwachsene zugängliche Lounge GEO-82, die den ehemaligen Siemens-VIP-Bereich oberhalb von Project Tomorrow ersetzt. GEO-82, inspiriert von der Geometrie der geodätischen Kugel, bietet Cocktails wie den Brown Butter Old Fashioned, kleine Speisen wie Truffled Ahi Tuna und Ausblicke auf die World Celebration Gardens sowie das World Showcase Lagoon. Zusätzlich gibt es die GEO-82 Fireworks Experience, die exklusive Plätze für die Feuerwerksshow „Luminous: The Symphony of Us“ umfasst.
- Der Imagination Pavillon, ursprünglich 1982 als Teil von Future World eröffnet, liegt heute in World Celebration und bleibt ein Zentrum für Kreativität und Fantasie. Seit 1999 trägt der Pavillon seinen modernisierten Charakter, der die Fantasie der Gäste anregt. Die Hauptattraktion, Journey Into Imagination With Figment, eröffnete 2002 in ihrer aktuellen Form und führt Gäste zusammen mit der beliebten Figur Figment durch eine spielerische Entdeckung der menschlichen Vorstellungskraft, nachdem frühere Versionen (1982–1998 und 1999–2001) gemischte Reaktionen hervorriefen. Ebenfalls seit 1999 bereichert ImageWorks: The What-If Labs den Pavillon als interaktive Ausstellung, in der Besucher ihre Kreativität durch digitale und multisensorische Erlebnisse ausprobieren können. Seit 2015 ergänzt das Disney & Pixar Short Film Festival das Angebot, das in einem kleinen Theater animierte Kurzfilme wie Piper oder Feast zeigt. Für Mitglieder des Disney Vacation Club wurde 2016 die Disney Vacation Club Lounge eröffnet, ein exklusiver Rückzugsort mit Sitzgelegenheiten, Erfrischungen und Planungsservices, der hoch über dem Pavillon liegt. Die markanten Glaspyramiden wurden bei der Umgestaltung von World Celebration durch neue Landschaftsgestaltung und Beleuchtung ergänzt, die den Bereich nahtlos in die World Celebration Gardens integrieren.
- Der Odyssey Events Pavillon, seit Epcots Eröffnung 1982 ein fester Bestandteil, liegt zwischen World Celebration und World Showcase und dient als multifunktionaler Veranstaltungsort. Ursprünglich als Odyssey Restaurant bekannt, bot der Pavillon bis Juli 1994 Speisen, Live-Unterhaltung wie „Mickey's Rocking Celebration“ (späte 1980er bis 1994) sowie Dienstleistungen wie Erste Hilfe und Kinderbetreuung. Nach der Schließung des Restaurants wurde der Pavillon zu einem flexiblen Veranstaltungsraum, der als Odyssey Center für private Events und saisonale Nutzung bekannt ist. Seit 2016 wird er regelmäßig für Epcots Festivals genutzt, etwa als Odyssey Festival Center ab 2017 für das Festival of the Arts, wo er als Kunstgalerie (Epcot Legacy Showplace) und Ausstellungsraum für Epcots 35. Jubiläum diente. Von Oktober 2019 bis März 2022 beherbergte der Pavillon The EPCOT Experience, eine Vorschau-Ausstellung für Epcots Transformationsprojekt, die erstmals auf der D23 Expo 2019 gezeigt wurde. Die Ausstellung, die am 1. Oktober 2019 eröffnete, bot eine 12-minütige Filmpräsentation und ein Parkmodell mit Projektionen zukünftiger Attraktionen, wurde jedoch aufgrund der COVID-19-Pandemie von März bis Juli 2020 unterbrochen und nach der Wiedereröffnung ohne geplante Attraktionen wie „Spaceship Earth: Our Shared Story“ fortgesetzt. Nach der Schließung am 14. März 2022 wurde der Raum für das Food & Wine Festival 2022 als Sitzbereich umgestaltet, wobei alle Spuren der EPCOT Experience entfernt wurden. Der Pavillon wurde 2024 weiter modernisiert, unter anderem als temporäre Disney Vacation Club Lounge (28. Mai bis 28. August 2024) zwischen den Festivals, und bietet heute klimatisierte Räume und flexible Veranstaltungsflächen, die durch neue Wege und Gärten besser in World Celebration integriert sind.

### World Discovery

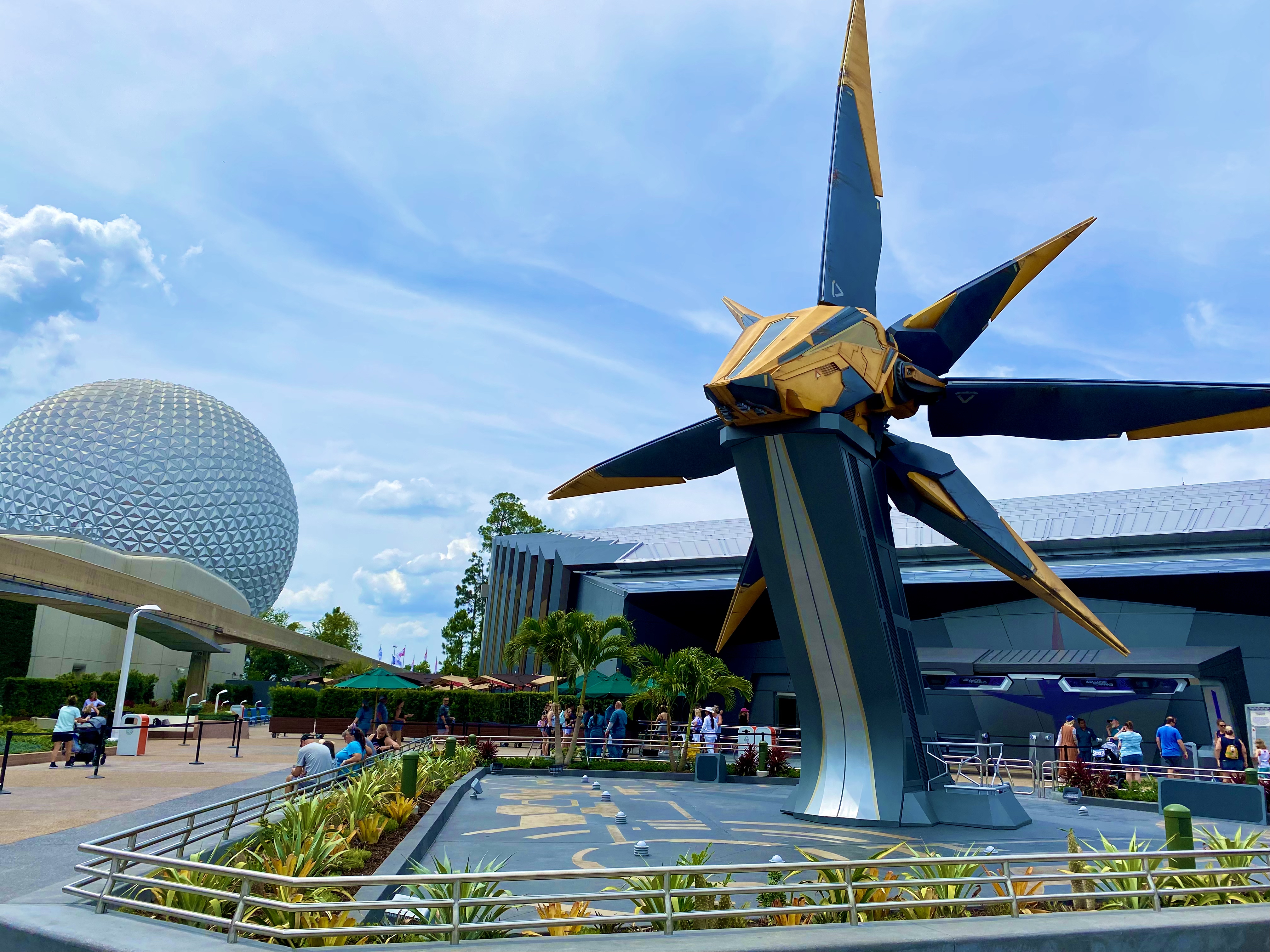
Wonders of Xandar Pavillon
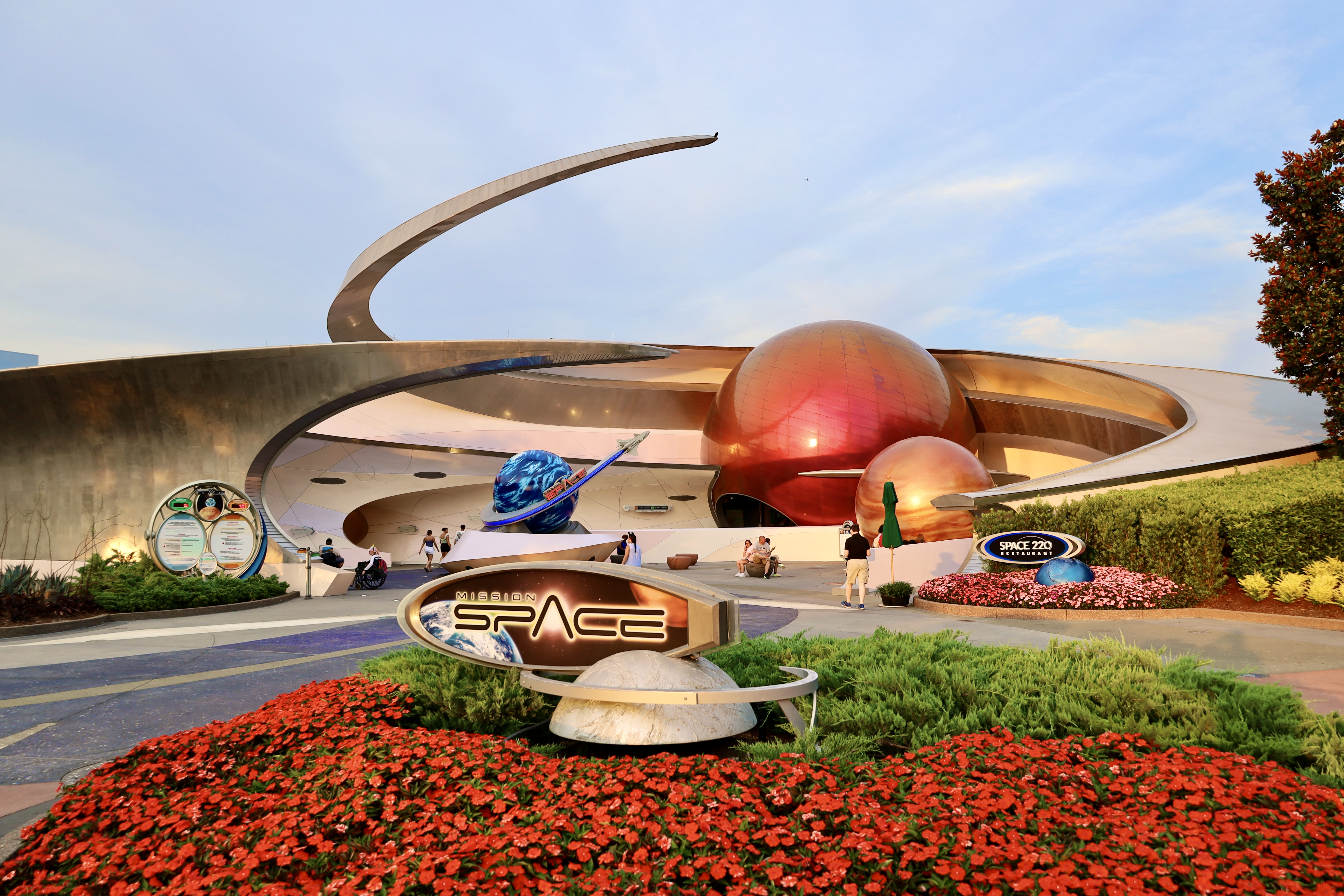
Space Pavilion
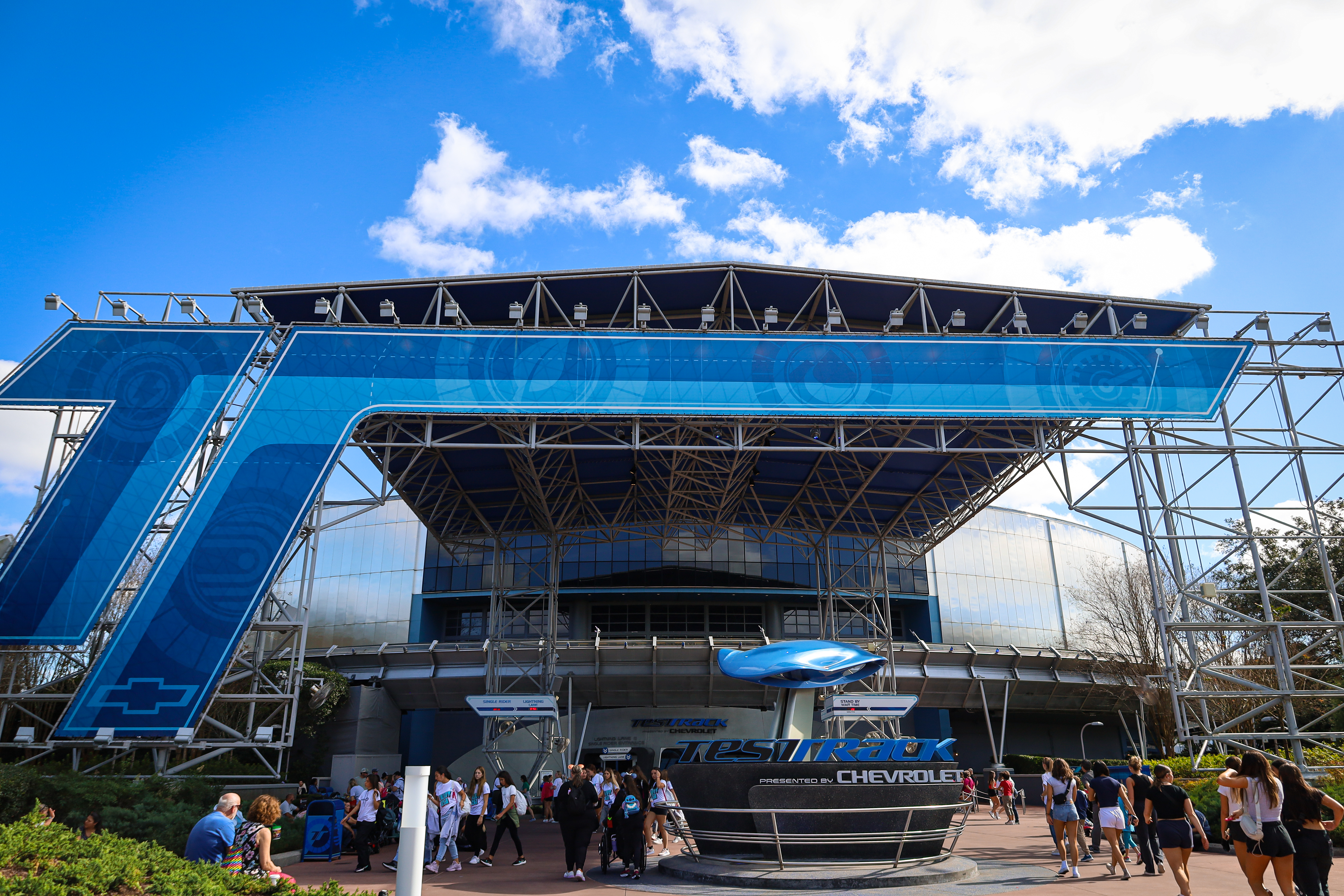
Motion Pavilion

World Discovery ist ein Themenbereich in Epcot, der sich auf wissenschaftliche und technologische Innovationen konzentriert. Er wurde im Rahmen der umfassenden Parkumgestaltung ab 2019 eingeführt und ersetzte einen Teil des ehemaligen Future World-Bereichs, der bei der Eröffnung von Epcot am 1. Oktober 1982 entstand. Future World umfasste ursprünglich sechs Pavillons, von denen drei – Universe of Energy, World of Motion und Wonders of Life – später zu World Discovery wurden. Universe of Energy eröffnete 1982 und zeigte die Geschichte der Energiegewinnung, wurde 1996 zu Ellen’s Energy Adventure umgestaltet und schloss 2017, um Platz für eine neue Attraktion zu schaffen. World of Motion, ebenfalls seit 1982, präsentierte die Entwicklung des Transportwesens, schloss 1996 und wurde durch eine andere Attraktion ersetzt. Wonders of Life, eröffnet 1989, widmete sich der Gesundheit und dem menschlichen Körper, schloss jedoch 2007 und wird seitdem für temporäre Ausstellungen und Festivalveranstaltungen genutzt. Die Umgestaltung zu World Discovery brachte eine modernere Ausrichtung mit Fokus auf Weltraumforschung und Technologie, während die Architektur weiterhin futuristische Elemente betont. Der Bereich grenzt an World Celebration und ist über den Haupteingang sowie interne Wege erreichbar, wobei er die Tradition von Future World fortsetzt, Wissenschaft und Fortschritt erlebbar zu machen. World Discovery umfasst drei zentrale Pavillons, die den Themenbereich prägen:
- Der Motion Pavillon, ursprünglich als World of Motion 1982 eröffnet, widmete sich der Geschichte des Transportwesens, von frühen Fortbewegungsmitteln wie Pferdekutschen bis zu modernen Fahrzeugen. Die Attraktion World of Motion (1982–1996), gesponsert von General Motors, führte Gäste in Omnimover-Fahrzeugen durch animatronische Szenen, die die Evolution der Mobilität darstellten, und endete mit einem Blick auf zukünftige Verkehrstechnologien. Nach der Schließung 1996 wurde der Pavillon umgestaltet, und die neue Attraktion Test Track eröffnete nach Verzögerungen im März 1999. Test Track, ebenfalls von General Motors (später Chevrolet) gesponsert, simuliert eine Teststrecke für Fahrzeuge, bei der Gäste Geschwindigkeiten von bis zu 105 km/h erleben, und wurde 2012 zu Test Track Presented by Chevrolet überarbeitet, mit einem Fokus auf Fahrzeugdesign und interaktiven Elementen. Eine dritte Version, Test Track 3.0, voraussichtliche Eröffnung im Jahr 2025, ist inspiriert von der ursprünglichen World of Motion, und integriert neue Technologien sowie Szenen zur Geschichte der Mobilität, ergänzt durch digitale Designelemente.
- Der Wonders of Xandar Pavillon entstand aus dem ehemaligen Universe of Energy Pavillon, der 1982 eröffnete und die Geschichte der Energiegewinnung zeigte. Universe of Energy (1982–1996) wurde 1996 zu Ellen’s Energy Adventure (1996–2017) umgestaltet, einer Attraktion mit Ellen DeGeneres und Bill Nye, die Energiequellen wie fossile Brennstoffe und erneuerbare Energien thematisierte. Nach der Schließung im August 2017 wurde der Pavillon für eine neue Attraktion umgebaut, die sich der Weltraumforschung widmet. Guardians of the Galaxy: Cosmic Rewind eröffnete am 27. Mai 2022 als Epcots erste Achterbahn und die erste Disney-Attraktion, die auf den Guardians of the Galaxy basiert. Diese Indoor-Achterbahn mit 360-Grad-Rotationen und Rückwärtsfahrten erzählt eine Geschichte, in der die Nova Corps und die Guardians, einschließlich Figuren wie Rocket und Groot, die Galaxie vor einer Bedrohung retten. Die Attraktion nutzt die ursprüngliche Struktur des Pavillons, wurde jedoch durch moderne Fassaden und Innenräume angepasst, die das Thema Xandar, eine außerirdische Welt aus dem Marvel-Universum, widerspiegeln.
- Der Space Pavillon, früher Wonders of Life (1989–2007), konzentriert sich auf Weltraumforschung und menschliche Errungenschaften im All. Wonders of Life, gesponsert von MetLife, bot Attraktionen wie Body Wars, eine Simulatorfahrt durch den menschlichen Körper, und Cranium Command, eine Show über das Gehirn, schloss jedoch im Januar 2007. Seitdem wurde der Pavillon für temporäre Ausstellungen und Festivalveranstaltungen wie das International Food & Wine Festival genutzt. Im Rahmen der Umgestaltung von World Discovery wurde der Pavillon 2023 zum Space Pavillon umgestaltet und beherbergt die Attraktion Mission: SPACE, die ursprünglich im benachbarten Bereich eröffnete, aber nun dem Space Pavillon zugeordnet ist. Mission: SPACE simuliert eine Raumfahrt zum Mars mit zwei Intensitätsstufen: der „Orange Mission“ mit starken G-Kräften und der „Green Mission“ für ein milderes Erlebnis. Ergänzt wird der Pavillon durch Space 220, ein Restaurant, das am 20. September 2021 eröffnete und Gästen ein kulinarisches Erlebnis in einer simulierten Raumstation 220 Meilen über der Erde bietet, mit Panoramafenstern und Weltraumthematik.

### World Nature

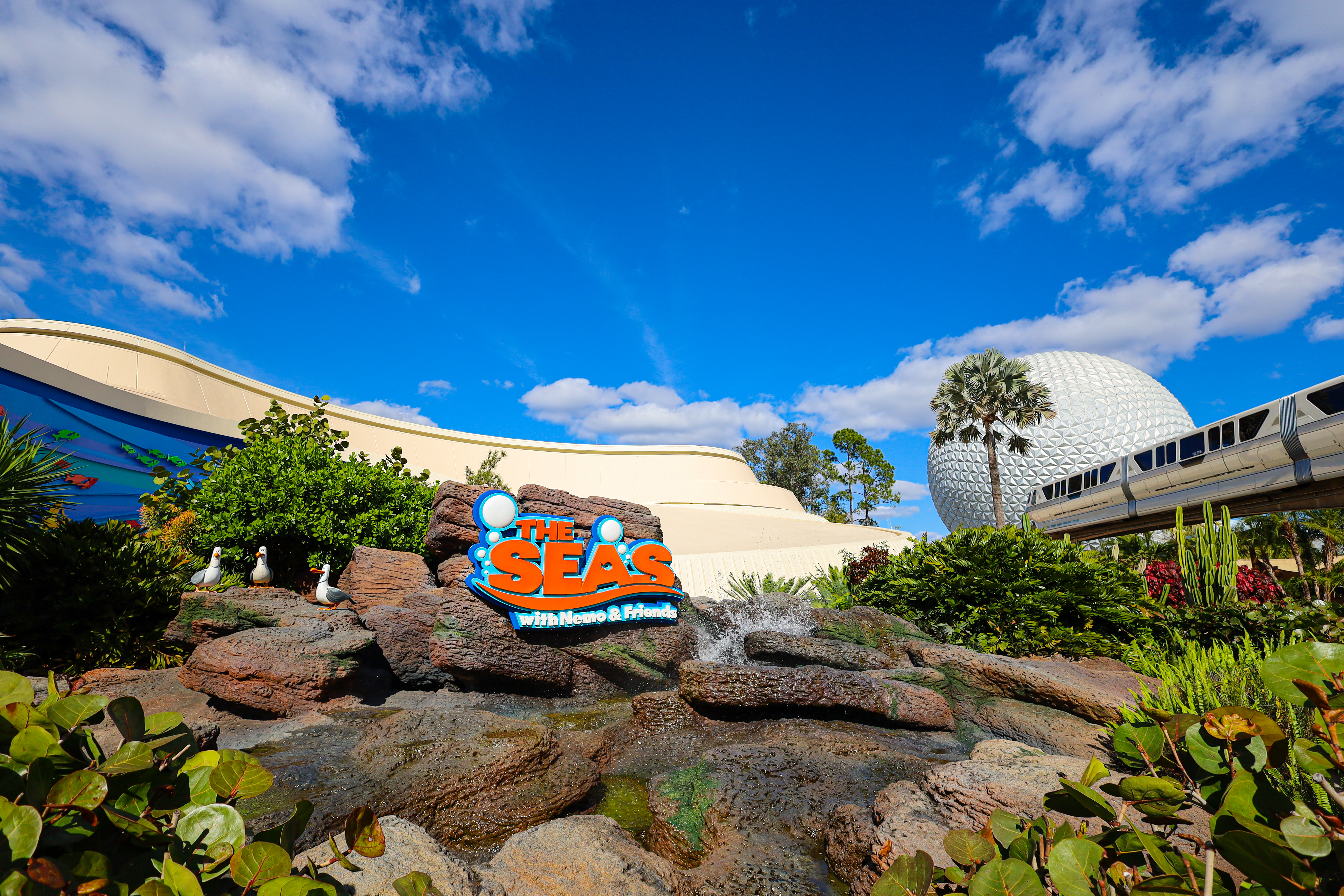
The Seas Pavillon
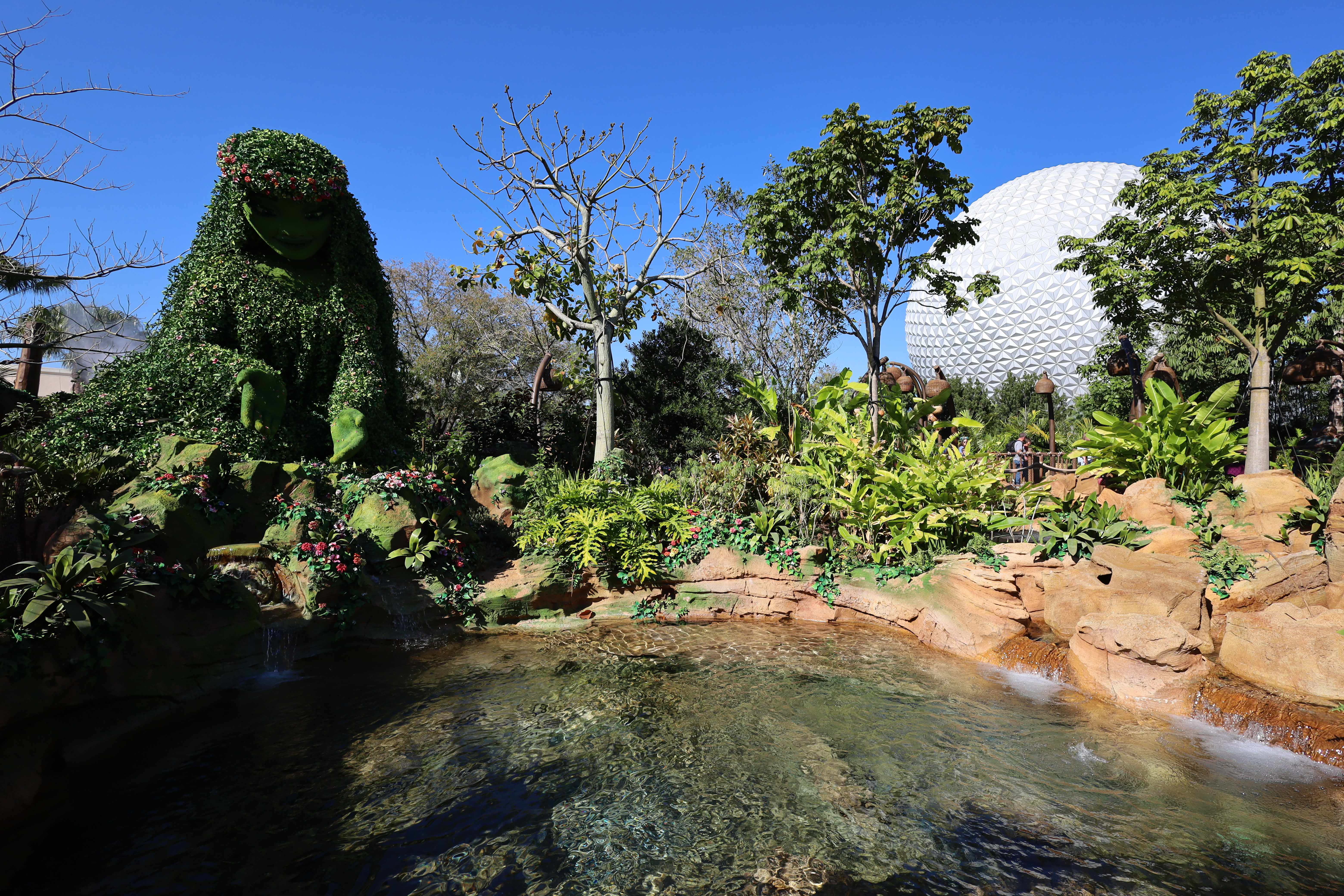
Journey of Water Pavillon
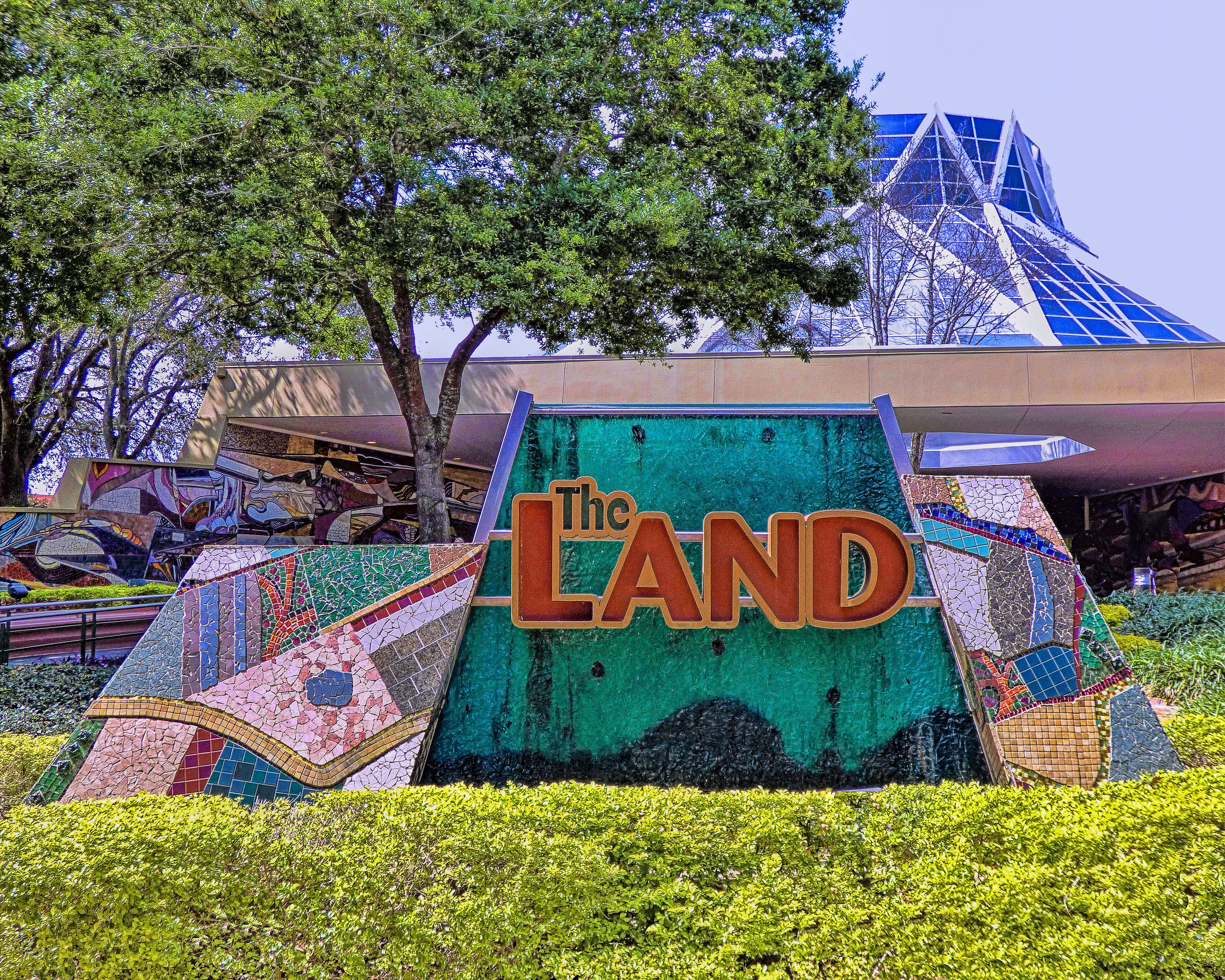
The Land Pavilion

World Nature ist ein Themenbereich in Epcot, der sich auf die Beziehung zwischen Mensch und Natur sowie auf Umweltschutz konzentriert. Er wurde im Rahmen der Parkumgestaltung ab 2019 eingeführt und entstand aus dem ehemaligen Future World-Bereich, der bei der Eröffnung von Epcot am 1. Oktober 1982 etabliert wurde. Aus Future World gingen für World Nature die Pavillons The Land und The Living Seas hervor, letzterer wurde 2006 in The Seas with Nemo & Friends umbenannt. The Land eröffnete 1982 und widmet sich der Landwirtschaft und nachhaltigen Praktiken, während The Living Seas 1986 startete und sich auf Meeresleben konzentrierte, bevor es mit Elementen aus Findet Nemo neu gestaltet wurde. Der Wonders of Life Pavillon, 1989 in Future World eröffnet und auf Gesundheit sowie Biologie fokussiert, gehörte zeitweise zu naturbezogenen Themen, schloss jedoch 2007 und wird heute für temporäre Ausstellungen und Festivalveranstaltungen genutzt. Mit der Einführung von World Nature wurde der Fokus auf Bildung und Naturschutz verstärkt, ergänzt durch neue Elemente wie eine interaktive Wasserattraktion, die 2023 eröffnete. Der Bereich grenzt an World Celebration und ist über interne Wege erreichbar, wobei die Gestaltung natürliche Elemente wie Wasserläufe und Grünflächen betont, um die Bedeutung des Umweltschutzes zu unterstreichen. World Nature umfasst drei zentrale Pavillons, die den Themenbereich prägen:
- Der Land Pavillon, eröffnet am 1. Oktober 1982, widmet sich der Landwirtschaft, nachhaltigen Praktiken und der Beziehung zwischen Mensch und Natur. Ursprünglich von Kraft gesponsert, später von Nestlé (1993–2009), wird er seit 2011 von Chiquita unterstützt. Der Pavillon umfasst Gewächshäuser, in denen innovative Techniken wie Hydroponik und Aquaponik demonstriert werden, sowie Ausstellungen zur globalen Nahrungsmittelproduktion. Zu den Attraktionen gehören Living with the Land (seit 1982), eine Bootsfahrt, die die Geschichte der Landwirtschaft und moderne Methoden zeigt, einschließlich eines Besuchs in den Gewächshäusern, wo Pflanzen wie Kürbisse und tropische Früchte wachsen. Soarin’ Around the World (seit 2005), ein Flugsimulator, bietet Ausblicke auf globale Landschaften wie die Serengeti und die Chinesische Mauer, nach einer Umgestaltung von Soarin’ Over California (2005–2016). Der Film Awesome Planet (seit 2020) zeigt die Vielfalt der Erde und die Auswirkungen menschlicher Aktivitäten auf die Umwelt. Das Restaurant Garden Grill (seit 1982) ermöglicht Gästen, mit Disney-Figuren wie Mickey und Chip zu speisen, während die Speisen teilweise aus den Gewächshäusern stammen. Der Pavillon wird jährlich für das International Flower & Garden Festival mit thematischen Gärten und Dekorationen geschmückt und integriert sich durch Grünflächen in die Ästhetik von World Nature.
- Der Seas Pavillon, ursprünglich als The Living Seas am 15. Januar 1986 eröffnet, konzentriert sich auf Meeresleben und Ozeanforschung. Gesponsert von United Technologies (1986–2001), wurde der Pavillon 2006 zu The Seas with Nemo & Friends umgestaltet, inspiriert von Disney-Pixars Findet Nemo. Die Hauptattraktion, The Seas with Nemo & Friends (seit 2007), ist eine Omnimover-Fahrt, die Gäste durch Unterwasserszenen mit Figuren wie Nemo und Marlin führt, ergänzt durch Projektionen in das 5,7-Millionen-Gallonen-Aquarium des Pavillons, eines der größten Indoor-Aquarien der Welt. Das Aquarium, bekannt als Caribbean Coral Reef, beherbergt über 4.000 Meerestiere, darunter Haie, Rochen und Schildkröten, und kann über Aussichtsbereiche erkundet werden. Turtle Talk with Crush (seit 2004) ist eine interaktive Show, in der Gäste mit der animierten Schildkröte Crush sprechen können, die in Echtzeit auf Fragen reagiert. Der Pavillon bietet auch Bildungsprogramme wie Epcot Seas Adventures – DiveQuest, bei dem zertifizierte Taucher das Aquarium erkunden können. Restaurants wie das Coral Reef Restaurant bieten Speisen mit Blick auf das Aquarium. Die Gestaltung des Pavillons, mit blauen Farbtönen und Wellenmotiven, wurde 2023 durch neue Wege und Wasserläufe stärker in World Nature integriert.
- Der Journey of Water Pavillon, eröffnet am 16. Oktober 2023, ist eine neue Ergänzung zu World Nature und widmet sich dem Wasserkreislauf und seiner Bedeutung für das Leben auf der Erde. Inspiriert von Disneys Moana, bietet Journey of Water, Inspired by Moana eine interaktive, begehbare Attraktion, bei der Gäste durch Gärten und Wasserinstallationen navigieren. Besucher können mit Wasserelementen interagieren, etwa indem sie durch Handbewegungen Ströme aktivieren oder Regenschauer auslösen, während sie den Weg des Wassers von Wolken zu Ozeanen nachvollziehen. Die Attraktion integriert Bildungselemente, die den globalen Wasserkreislauf und den Schutz von Wasserressourcen erklären. Der Pavillon nutzt nachhaltige Landschaftsgestaltung mit einheimischen Pflanzen und Wasserrecycling, um die Botschaft des Umweltschutzes zu verstärken. Seine offene Struktur und Wasserläufe verbinden ihn visuell und thematisch mit den World Celebration Gardens und dem World Nature-Bereich, wodurch er einen zentralen Treffpunkt für Familien darstellt.

### World Showcase
World Showcase ist der größte Bereich des Parks, der an eine permanente Weltausstellung erinnert und die Kultur, Küche, Architektur und Traditionen von 11 Nationen präsentiert. Die Länderpavillons umgeben die World Showcase Lagoon, einen künstlich angelegten See in der Mitte des World Showcase mit einem Umfang von 1,9 km. Hier findet Harmonious statt, das nächtliche Spektakel des Parks mit Disney-Musik, interpretiert von verschiedenen globalen Kulturen. Gegen den Uhrzeigersinn sind die 11 Pavillons wie folgt angeordnet:
- Kanada
- Vereinigtes Königreich
- Frankreich
- Marokko
- Japan
- The American Adventure
- Italien
- Deutschland
- Volksrepublik China
- Norwegen
- Mexiko

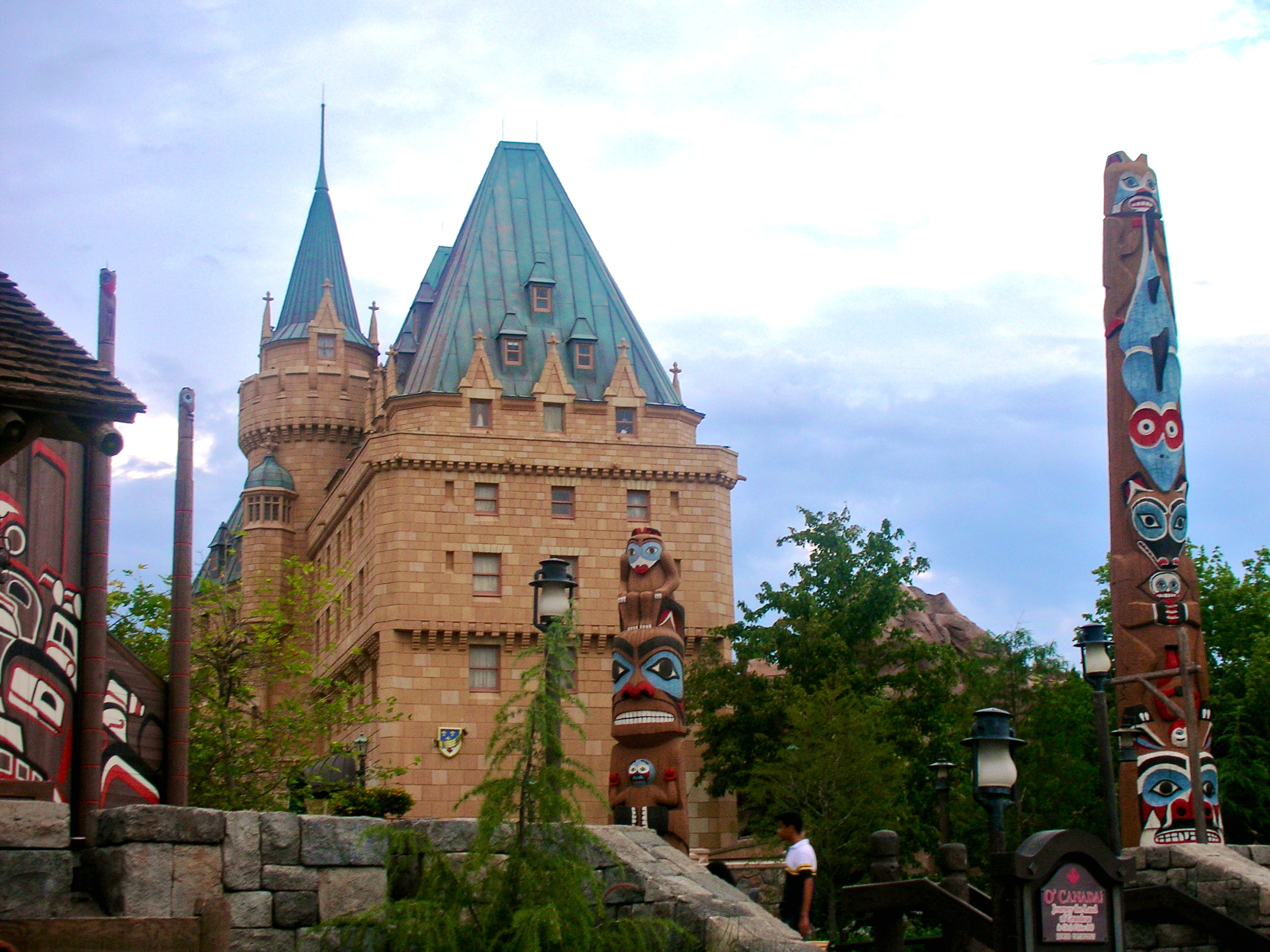
'
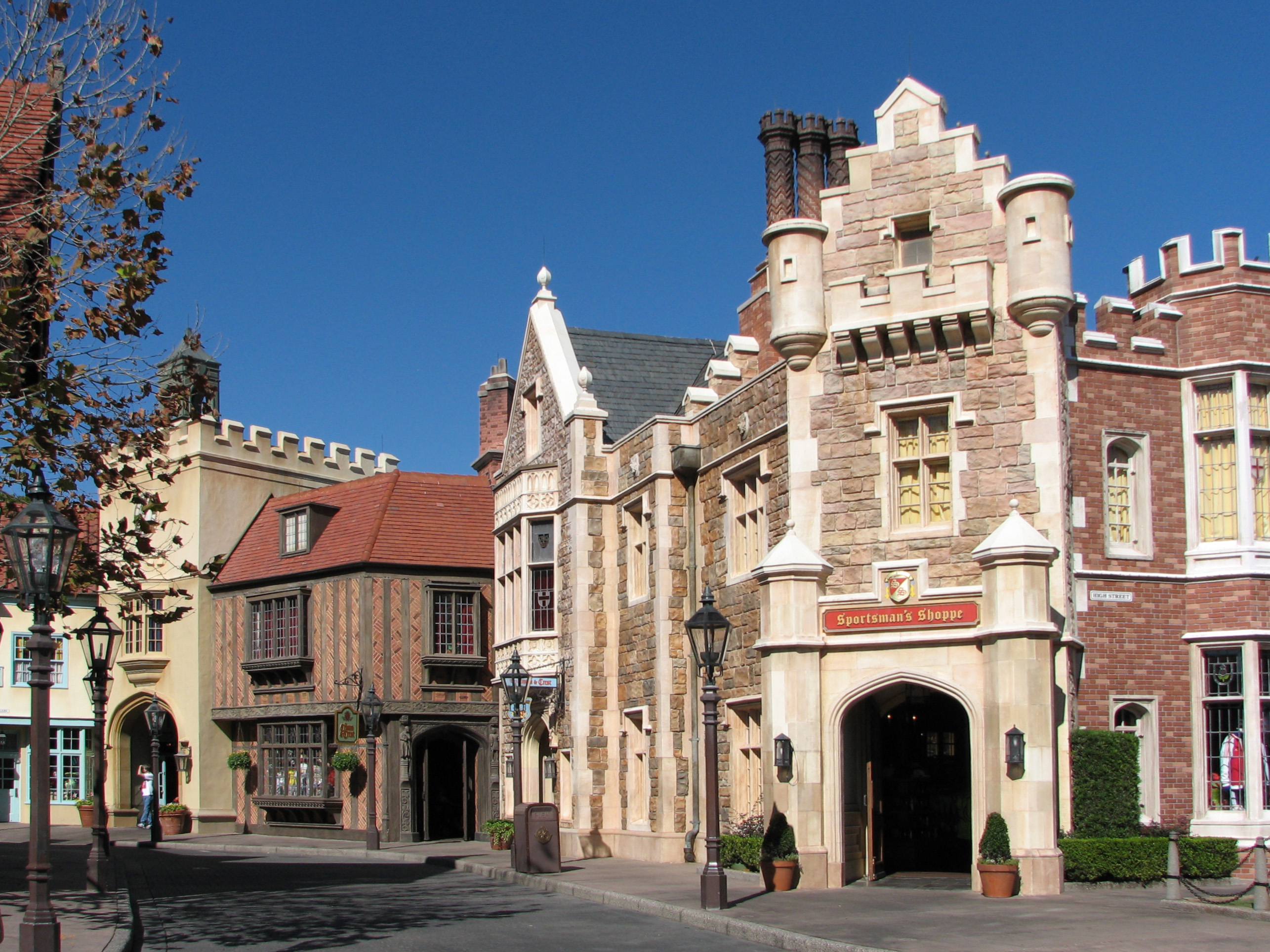
'
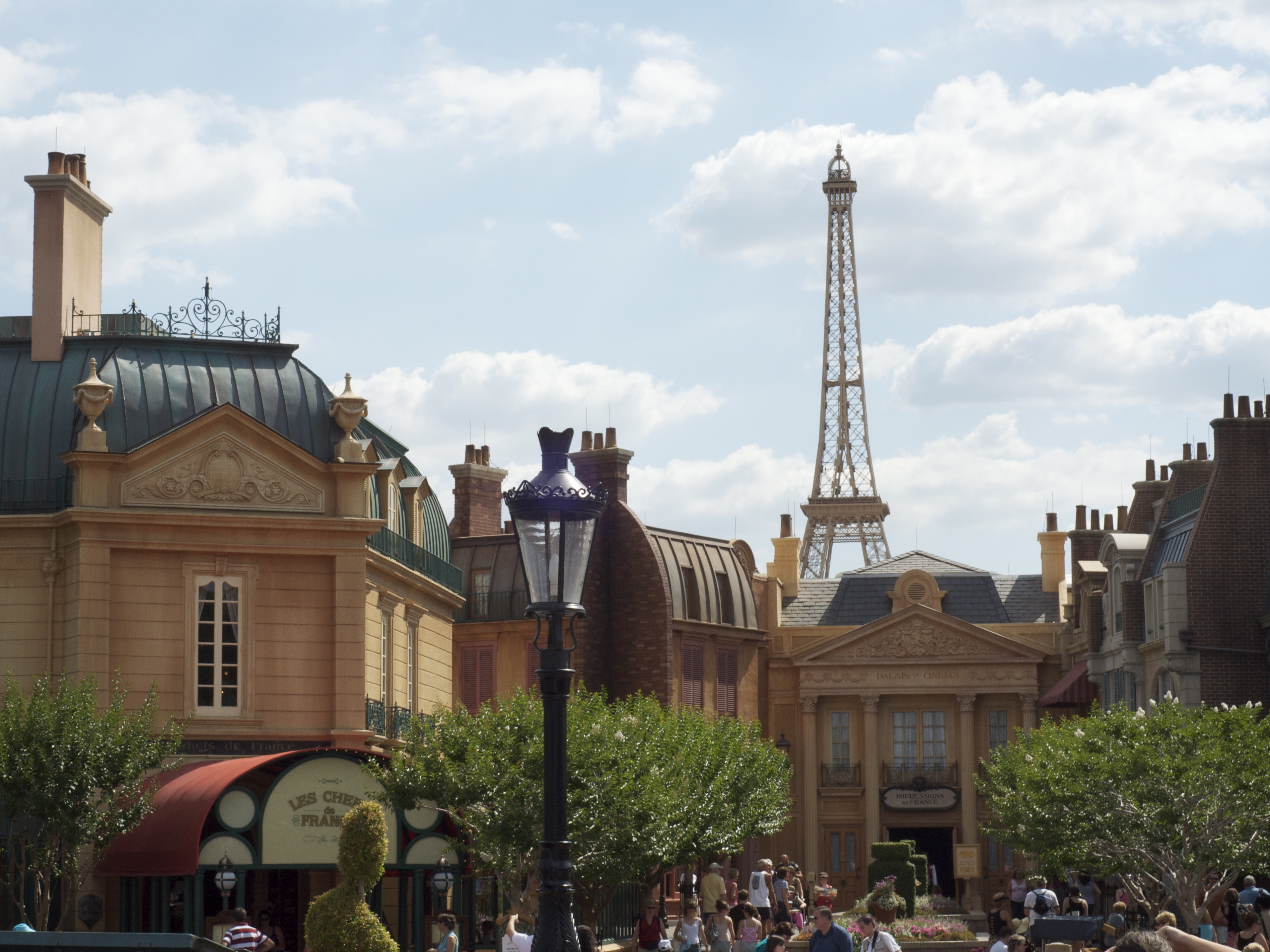
'
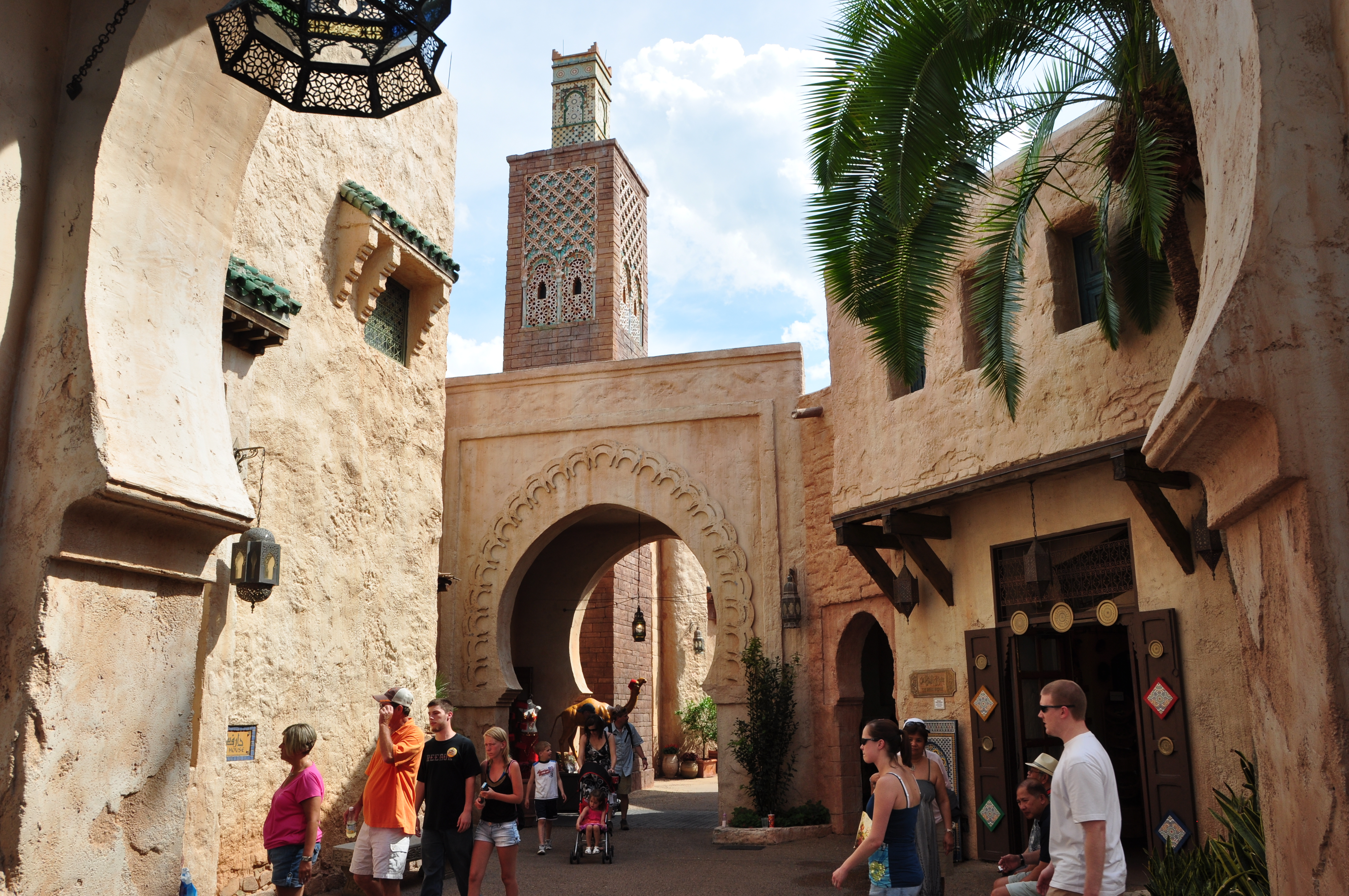
'
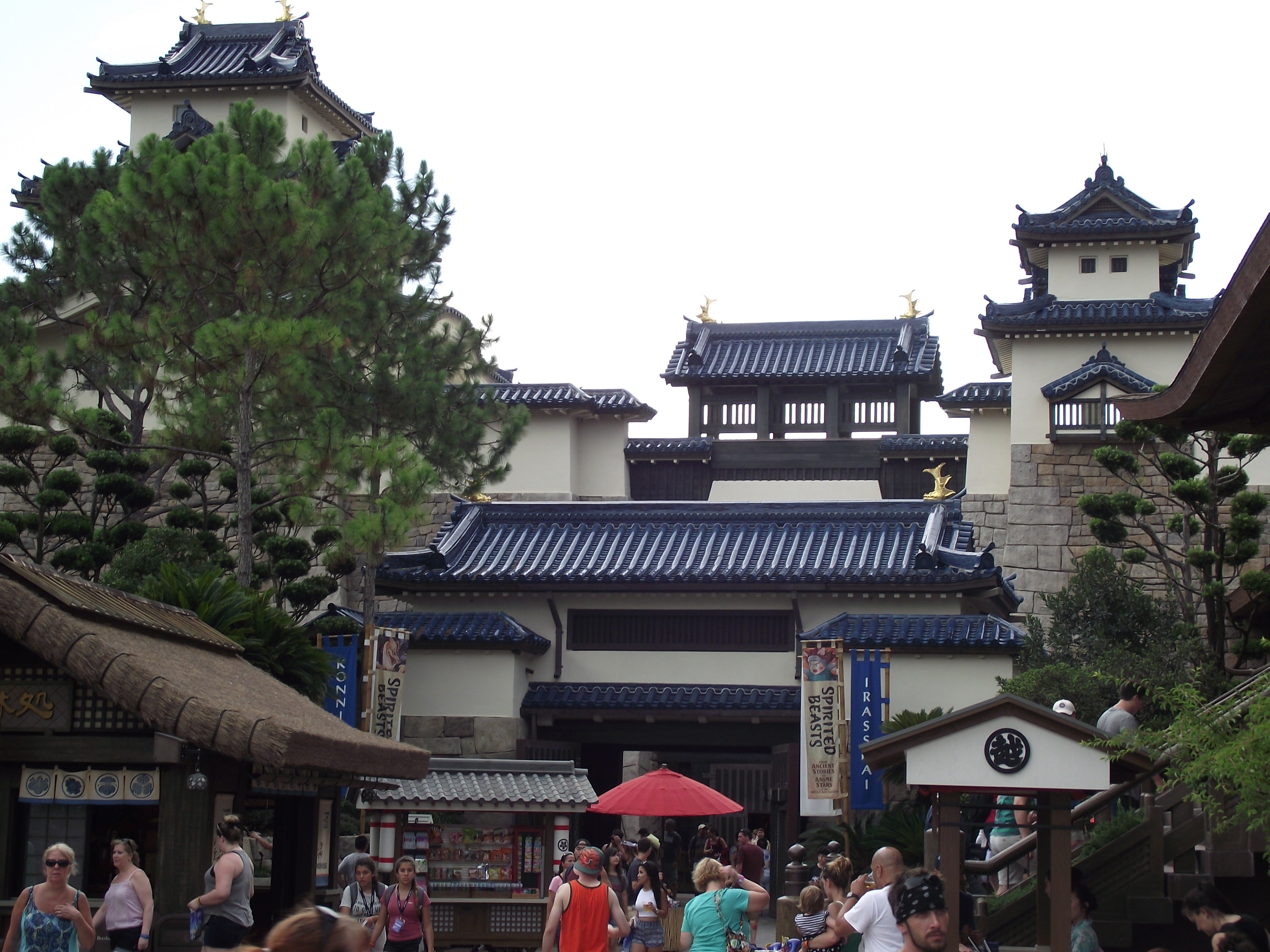
'
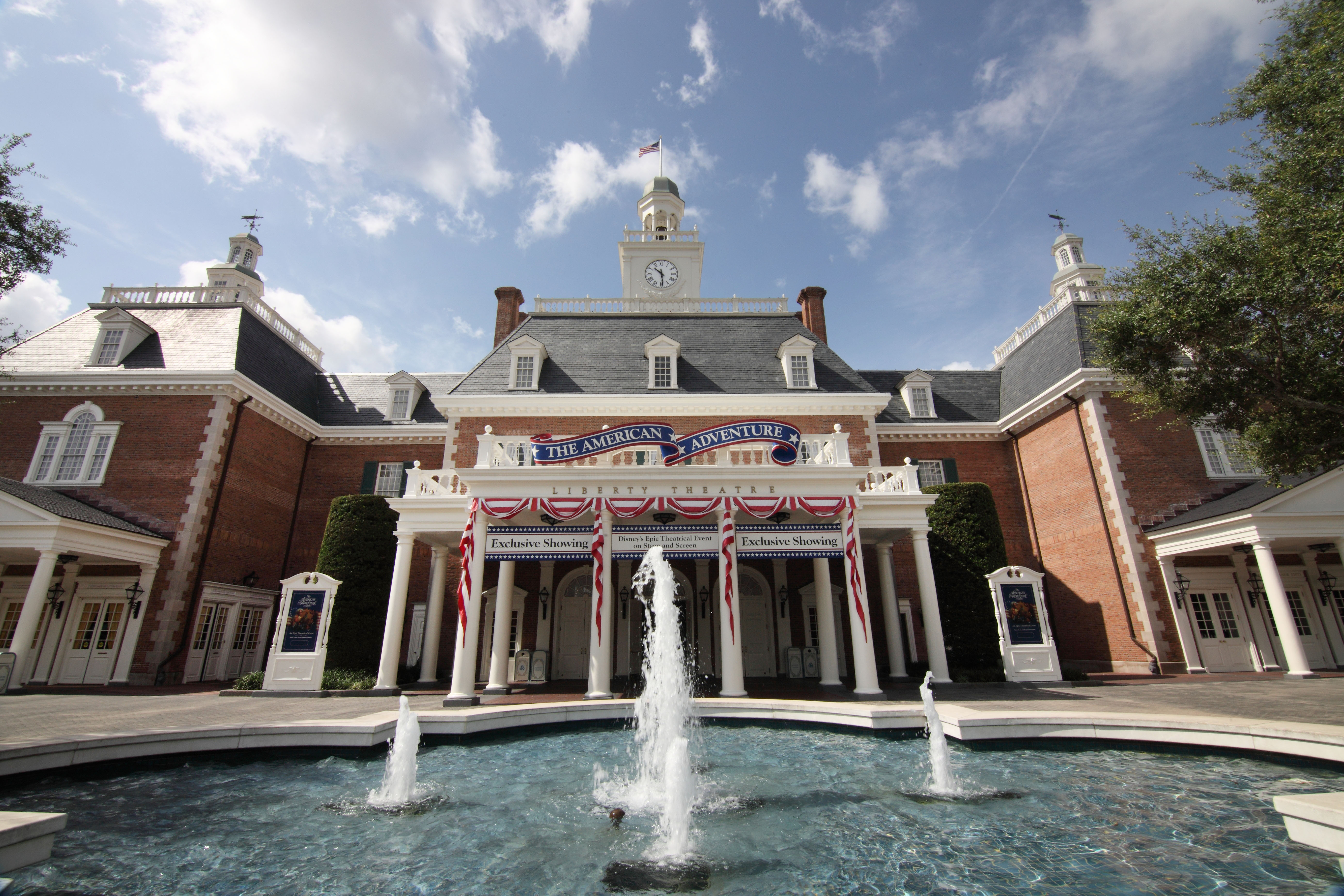
'
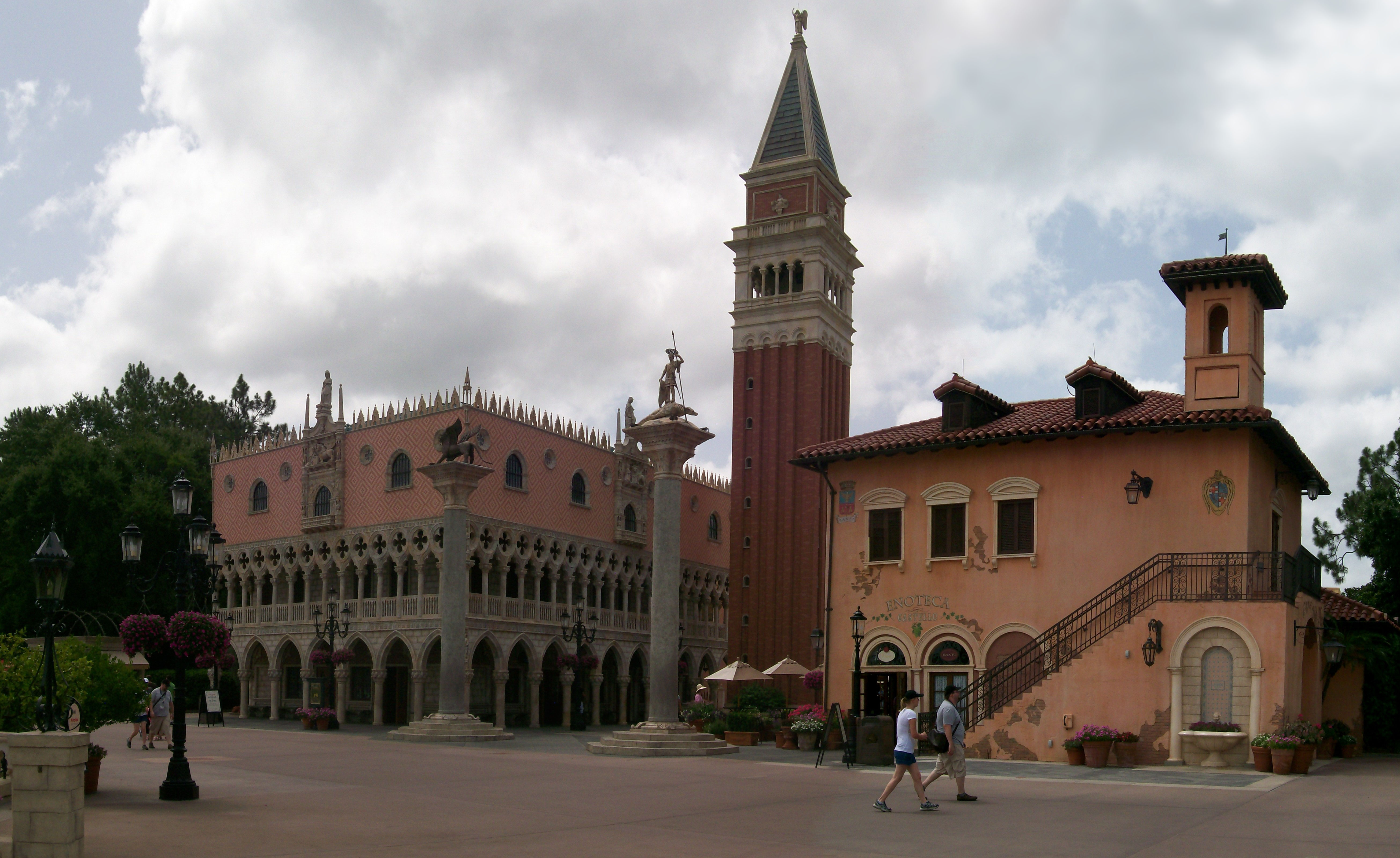
'
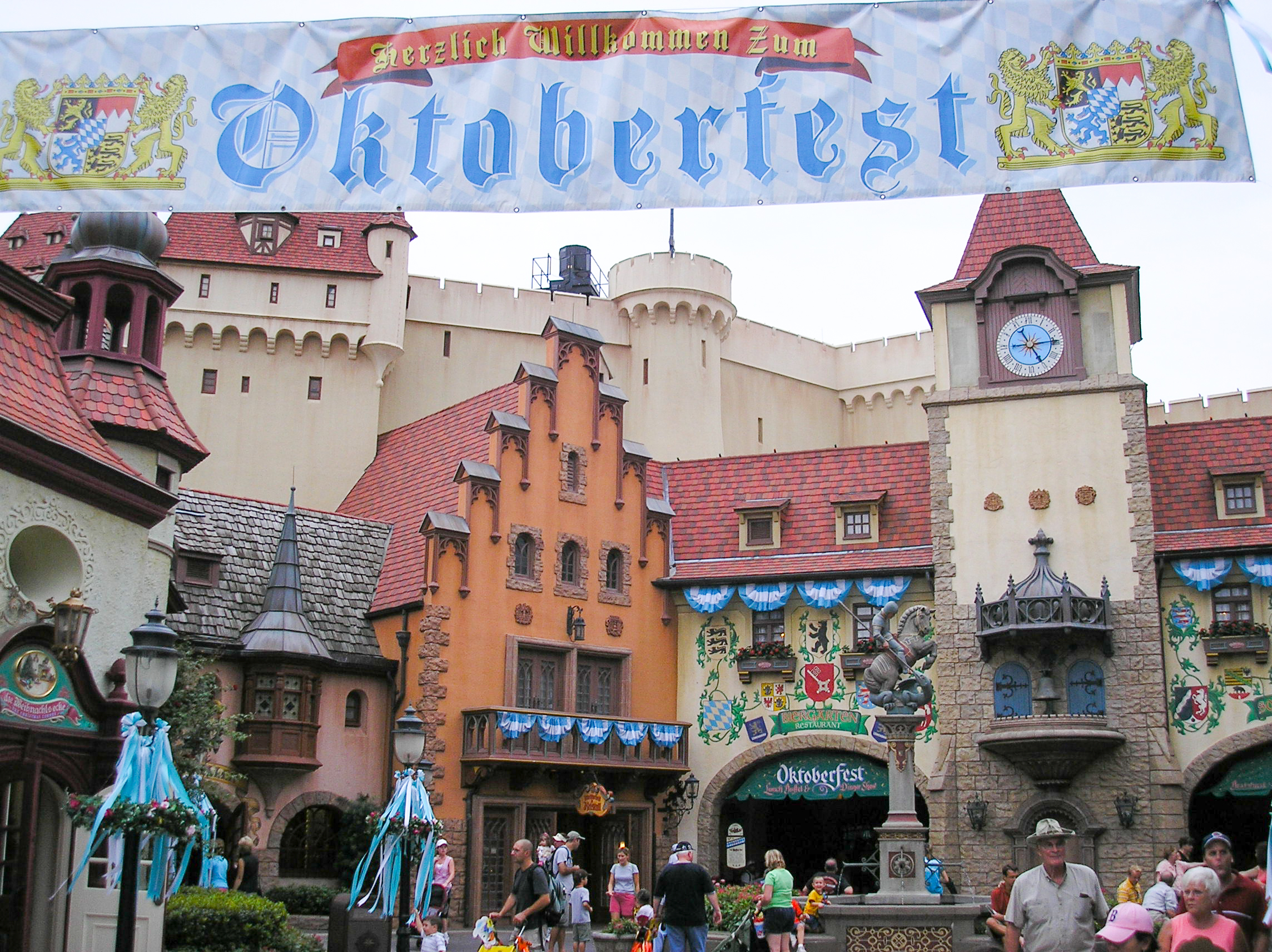
'
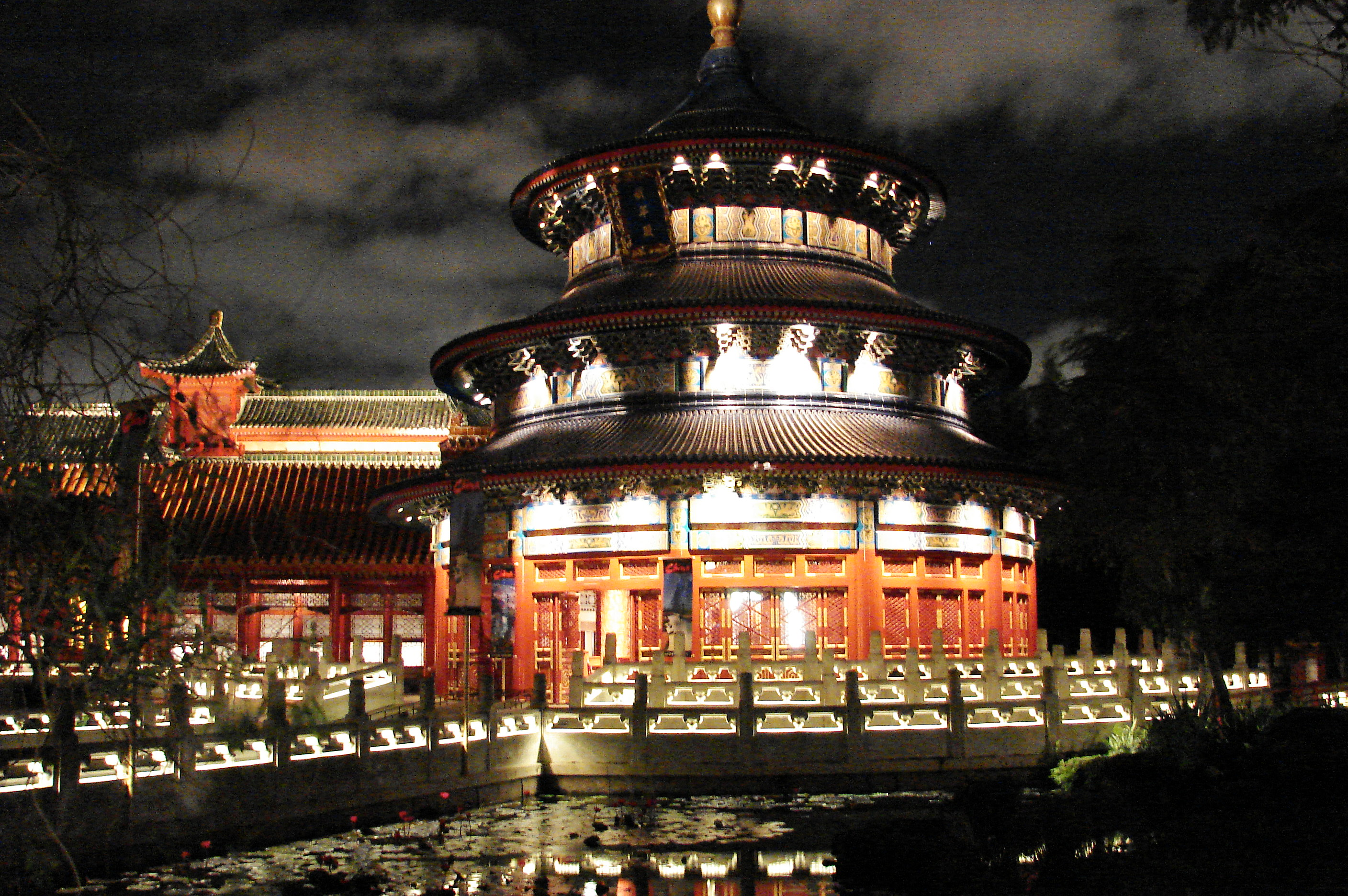
'
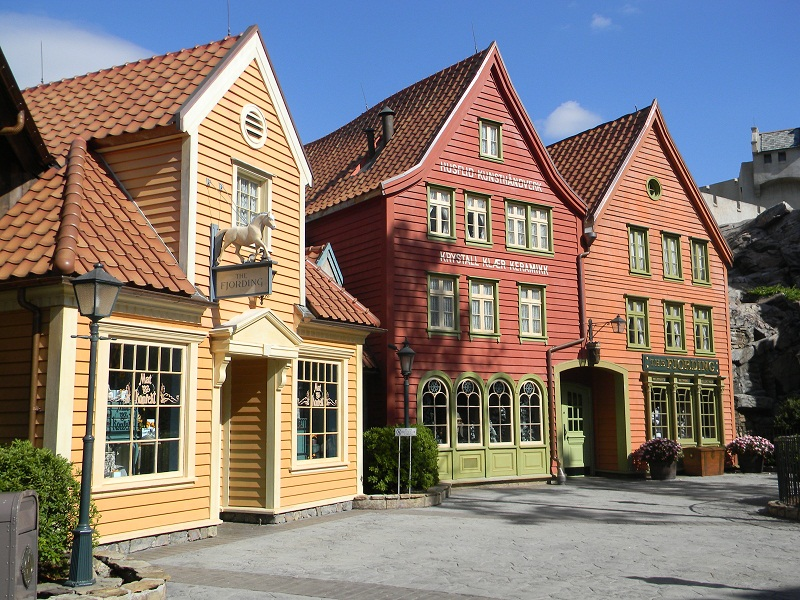
'
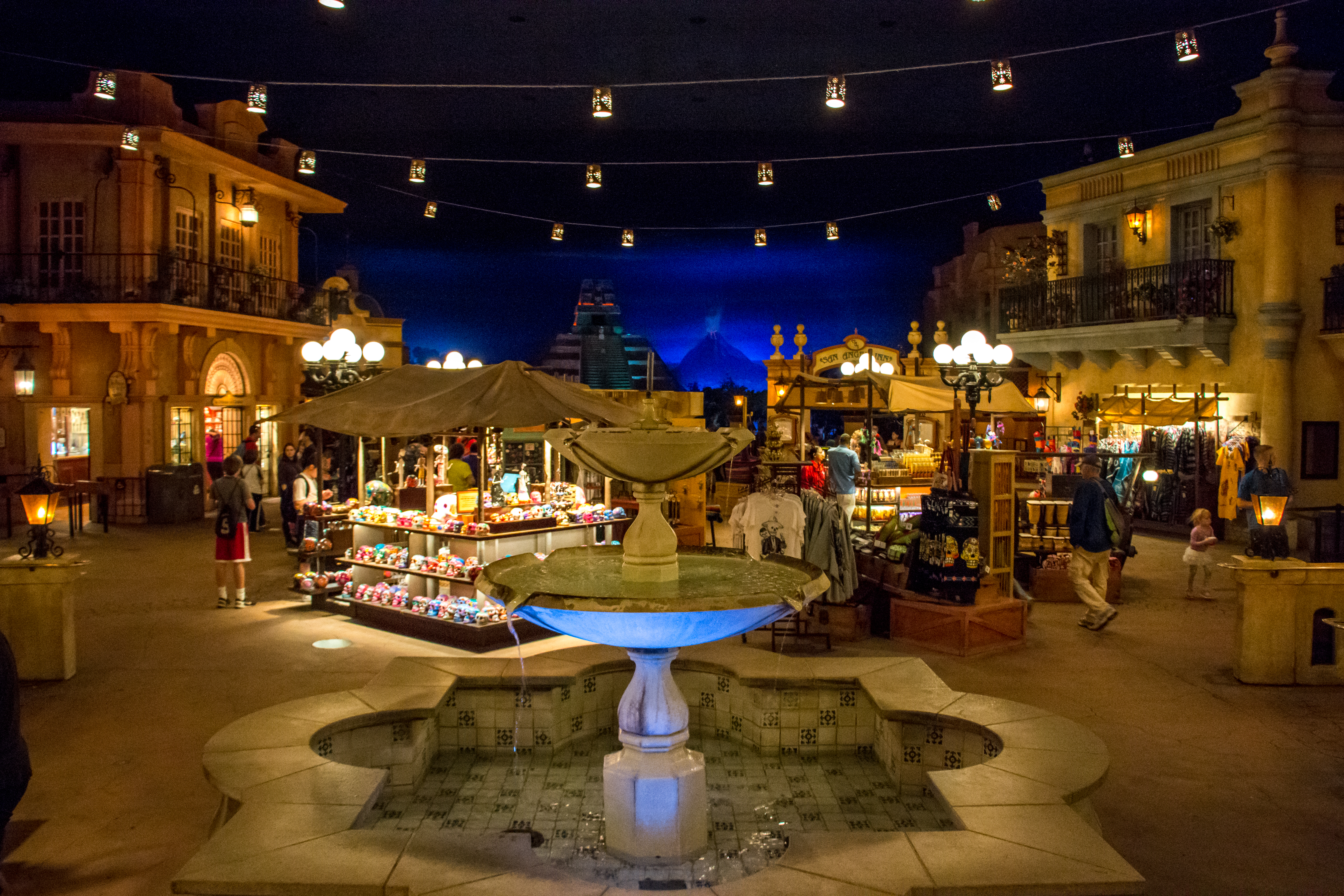

Zwischen China und Deutschland gibt es einen kleinen Pavillon namens African Outpost, der nicht zu den offiziellen World Showcase-Pavillons gehört.
Von den 11 Pavillons waren nur Marokko und Norwegen bei der Eröffnung des Parks noch nicht vorhanden, da sie erst 1984 bzw. 1988 hinzugefügt wurden. Jeder Pavillon enthält thematische Architektur, Landschaften, Straßenbilder, Attraktionen, Geschäfte und Restaurants, die die Kultur und Küche des jeweiligen Landes repräsentieren. Um die Authentizität der vertretenen Länder zu bewahren, werden die Pavillons hauptsächlich von Staatsbürgern der jeweiligen Länder im Rahmen des Cultural Representative Program durch Q1-Visa-Abkommen besetzt. In einigen Pavillons gibt es auch thematische Fahrgeschäfte, Shows und Live-Unterhaltung, die für das jeweilige Land repräsentativ sind. Der einzige Pavillon, der direkt von der Regierung des jeweiligen Landes gesponsert wird, ist Marokko. Die übrigen Pavillons werden hauptsächlich von privaten Unternehmen gesponsert, die mit den vertretenen Ländern verbunden sind.

#### Kanada
Am Eingang des kanadischen Pavillon begrüßen drei Totempfähle des Künstlers David A. Boxley vom Stamm der Tsimshian die Besucher. Dahinter erhebt sich ein schlossartiges Gebäude, das dem alten Eisenbahnhotel Château Laurier in Ottawa nachempfunden ist. Umrahmt wird es von einer Felslandschaft mit Wasserfällen und einem Garten. Die Hauptattraktion ist ein 360°-Film mit dem Namen Canada: Far and Wide, der kanadische Städte und Landschaften zeigt und seit Januar 2020 den alten Film O Canada! ersetzt. Diese Neuerung wurde zeitgleich mit einem ebenfalls neuen Film für das 360°-Kino im China-Pavillon im Jahr 2019 verkündet, welcher allerdings immer noch (Mitte 2021) keine Premiere hatte, im Gegensatz zu dem im kanadischen Pavillon. Darüber hinaus gibt es ein Restaurant mit dem Namen Le Cellier und die Möglichkeit, in zwei Läden kanadische Spezialitäten wie Ahornsirup, Eishockey-Fanartikel der kanadischen Mannschaft, Glaskunst und Kunsthandwerk der First Nations zu kaufen.

#### Vereinigtes Königreich
Der britische Pavillon ist einer kleinen britisches Stadt nachempfunden mit Gebäuden, die den verschiedenen architektonischen Perioden der britischen Architektur nachempfunden sind. Ebenso findet man dort ein typisch englisches Gartenlabyrinth. Die Läden verkaufen britische Waren wie Tee, Spielwaren, Kleidung und Merchandising-Artikel über die Beatles. Es gibt dort auch eine Beatles-Band, die sich The British Invasion nennt und Beatles-Songs spielt. Es gibt auch einen Pub namens The Rose & Crown Pub, in dem nebst Bier, Likören und Wein traditionelle britische Gerichte serviert werden. An Wochenendabenden tritt im Pub mit „Pam Brody“ ein Pianist und Entertainer auf, der eine Auswahl bekannter britischer Musik spielt. Beim Pavillon befindet sich auch das Restaurant Harry Ramsden’s, das einen Klassiker der britischen Küche, nämlich Fish and Chips, verkauft. Im August 2019 verkündete Disney, dass der Großbritannien-Pavillon um die „Cherry Tree Lane“ erweitert werden soll, der berühmte Wohnadresse der Familie Banks und des Admirals Boom aus dem weltberühmten Film-Klassiker „Mary Poppins“, da allerdings die Planung in den Anfängen lag und ein Fahrgeschäft nur angedeutet wurde, ist, aufgrund der Corona-Pandemie und den damit einhergehenden Umsatzeinbußen eine Realisierung in weite Ferne gerückt.

#### Frankreich
Der französische Pavillon ist einem Pariser Stadtteil nachempfunden und bietet neben den Häuserzügen ein Wasserbecken mit Fontänen und einen Blick auf den Eiffelturm im Hintergrund, dank einer optischen Täuschung. Die Läden verkaufen direkt an der Straße französische Waren wie z. B. Parfüms. Der Pavillon enthält das Impressions de France-Panoramakino, welches Frankreichs Städte und deren Geschichte zeigt. Zusätzlich wird das Programm im Kino seit dem 17. Januar 2020 durch das Beauty and the Beast Sing-Along ergänzt, eine Art Karaoke für Songs aus dem Musical-Klassiker Die Schöne und das Biest. Der Pavillon bietet außerdem zwei französische Restaurants, das Bistro de Paris und das Les Chefs de France und eine Bäckerei namens Boulangerie Patisserie. Am 15. Juli 2017 verkündete Disney, dass der Pavillon um die Attraktion „Remy's Ratatouille Adventure“ erweitert wird, die bereits aus den Walt Disney Studios Parks in Paris unter dem Namen Ratatouille: L’Aventure Totalement Toquée de Rémy bekannt ist und sich dort seit der Eröffnung 2014 großer Popularität erfreut. Das Fahrgeschäft basiert auf dem Pixar-Film Ratatouille aus dem Jahr 2007 und wird ein schienenloses Transportsystem nutzen, das bereits aus asiatischen Disneylands bekannt ist. Zusätzlich dazu wird es ein neues Restaurant im Pavillon geben namens La Crêperie de Paris, das auch den Ausgang der Ratatouille-Attraktion enthalten wird und bereits im Sommer 2020, zusammen mit dem neuen Fahrgeschäft, eröffnen sollte. Dieser Termin konnte, aufgrund der weltweiten Corona-Pandemie, nicht gehalten werden. Als neuer Termin wurde der 1. Oktober 2021 offiziell am 9. März 2021 bekannt gegeben. Es handelt sich hierbei um den 50. Geburtstag der Walt Disney World Resorts und den 39. Jahrestag der Eröffnung Epcots.

#### Marokko
Der marokkanische Pavillon wurde einer marokkanischen Stadt nachgebildet, welche zusätzlich den Nachbau des Koutoubia-Minaretts aus Marrakesch enthält. Der Pavillon hat ein Restaurant namens Marrakesh und ein Café, das Tangerine heißt und typische marokkanische Gerichte anbietet wie gebratenes Lammfleisch und Schisch Kebap. Im Pavillon finden sich des Weiteren eine Kunstgalerie und ein Fès-Haus als Beispiel für die typische marokkanische Architektur. Ebenso hat dieser Pavillon viele Shops, die traditionelle Waren wie Teppiche, Lederwaren und Kleider verkaufen. Das Areal ist dekoriert mit Beeten und Fontänen im nordafrikanischen Stil. Am Abend wird eine interaktive Musikshow mit Bauchtänzerinnen aufgeführt. Als einziger Pavillon ist er nicht von einer Firma gesponsert, sondern vom König von Marokko persönlich, der auch marokkanische Handwerker für den Bau schickte, damit der Pavillon so authentisch wie möglich wird.

#### Japan
Der japanische Pavillon besteht aus verschiedenen Gebäuden, die einen Hof umsäumen. Der Eingang zum Hof ist ausgestattet mit einer japanischen Pagode. Ein Torii-Tor dekoriert die Wasserfront bei der Lagune. Das Areal hat viele nach japanischer Architektur inspirierte Teiche und Gärten. Am Ende des Hofes befindet sich das Tor zum japanischen Schloss mit Wassergraben, das eine Ausstellung über japanische Kultur beinhaltet. Der Mitsukoshi-Laden verkauft viele japanische Waren wie Kleider, Schmuck und Spielsachen. Das Sortiment wurde mitsamt dem Laden in den letzten Jahren ausgebaut und bietet nun eine deutlich größere Auswahl an Produkten an. Der Teppanyaki Dining Room serviert Gerichte, die vom Koch direkt vor den Augen der Besucher während einer Show zubereitet werden. Es war auch hier eine Attraktion mit dem Namen Meet the World geplant, die einer Attraktion des Disneyland Tokyo entspricht. Diese Attraktion wurde auch gebaut, tatsächlich aber bisher nie betrieben. Es gab noch weitere Pläne, wie eine Fuji-san-Achterbahn oder eine Godzilla-Attraktion, welche jedoch beide aus Respekt vor der japanischen Kultur verworfen wurden.

#### The American Adventure
Der amerikanische Pavillon ist ein Gebäudeensemble, das dem amerikanischen Kolonialstil nachempfunden wurde. Es beinhaltet die Bühnenshow The American Adventure über die amerikanische Geschichte, welche von automatisierten Schauspielern aufgeführt wird. Ebenso findet man im Gebäude die Halle der Flaggen, wo verschiedene Flaggen aus der amerikanischen Geschichte aufbewahrt und ausgestellt werden. Zusätzlich befindet sich dort auch das Regal Eagle Smokehouse: Craft Drafts & Barbecue, das modernes und frisch zubereitetes American Barbecue serviert und zusätzlich eine Auswahl an Bieren anbietet. Dieses Restaurant ersetzte im Februar 2020 das Liberty Inn-Restaurant, welches im Juli des vorangegangenen Jahres schloss und typische amerikanische Gerichte wie Cheeseburger oder Hotdogs servierte. Ebenso befindet sich in diesem Pavillon ein kleiner Einkaufsladen, der kleinere amerikanische Souvenirs verkauft.

#### Italien
Der italienische Pavillon besteht aus einer Piazza mit etlichen bekannten Gebäuden aus den Städten Venedig und Rom, z. B. die Campanile auf dem Markusplatz und der Dogen-Palastes von Venedig. Der Pavillon beinhaltet auch das Restaurant „Tutto Italia“, welches 2007 das Restaurant L’Originale Alfredo di Roma Ristorante ersetzte, das von den Nachfahren von Alfredo di Lellio, dem Erfinder von Fettuccine Alfredo gebaut wurde und ein klassisches römisches Dekor hatte. Die Piazza ist dekoriert mit Statuen und einer Neptunfontäne sowie den Löwen aus dem Stadtwappen Venedigs. Auf der Piazza gibt es verschiedene Straßenkünstler wie Clowns und Pantomimen. Früher gab es auch Künstler, die als lebende Statuen operierten. Diese findet man heute vor allem beim französischen Pavillon. Der Pavillon hat auch einige kleine Läden, die italienische Waren wie Süßigkeiten und Wein verkaufen. Der Pavillon hat außerdem ein VIP-Areal, von wo man die Feuerwerksshow besonders gut sehen kann.

#### Deutschland
Der deutsche Pavillon wurde einer „typischen“ deutschen Altstadt nachempfunden. Es sind aber bewusst verschiedene architektonische Elemente aus den verschiedenen Gegenden von Deutschland berücksichtigt worden. Auf dem Platz steht eine Statue von Sankt Georg und dem Drachen neben einem Glockenturm. Der Biergarten am Ende des Innenhofs ist ein Restaurant, in dem hauptsächlich süddeutsche Speisen angeboten werden, wie z. B. Bratwürste, Sauerkraut und Weißbier. Durch aufwändige Dekoration und Licht soll den Gästen das Gefühl vermittelt werden, im Freien zu sitzen, während das Restaurant tatsächlich in einer großen Halle untergebracht ist. Der Pavillon hat ebenso eine Vielzahl kleiner Läden, die verschiedene deutsche Waren wie Kuckucksuhren, Spielzeuge und handgemachte Weihnachtsornamente, aber auch aus Deutschland importierte Getränke wie Wein und Bier zum Verkauf anbieten. In der Nähe des Pavillons befindet sich eine Modellbahnanlage mit einer bergigen Landschaft und fahrenden Modellzügen. Früher war auch eine Bootsfahrt-Attraktion mit dem Namen Rhine River Cruise (Rheinfahrt) für den deutschen Pavillon geplant, die jedoch aus Kostengründen nie realisiert wurde.

#### China
In den chinesischen Pavillon gelangt der Besucher durch ein großes chinesisches Tor. Im Innenhof steht zentral ein chinesischer Tempel mit dem Namen Tempel des Himmels. Dieser ist der Eingang zur Attraktion Reflections of China, einem 360°-Film über Chinas Geschichte und Landschaft, welcher demnächst durch den Film Wondrous China ersetzt werden soll, wie im November 2018 offiziell verkündet wurde. Der Innenhof ist umgrenzt mit Shops, die chinesische Waren verkaufen. Im Pavillon gibt es eine Reihe von Teichen, über die Brücken führen. Der Pavillon beinhaltet ebenso ein Schnellimbiss-Restaurant namens Lotus Blossom Cafe (Lotusblütencafé) und ein chinesisches Restaurant mit dem Namen Nine Dragons Restaurant (Restaurant zu den neun Drachen). Auf dem Dach des Nine Dragons Restaurant befindet sich eine Figur, die auf einem Huhn sitzt. Dies ist Prinz Min, ein Herrscher aus dem dritten Jahrhundert, der für seine Gräueltaten gehängt wurde. Als eine Warnung für andere Tyrannen wurde es üblich, ein Abbild von ihm auf Häusern zu platzieren. Die Tiere, die zu ihm gestellt werden, sollen an Flucht hindern. Zusätzlich gibt es auch regelmäßige Aufführungen von chinesischen Akrobaten.

#### Norwegen
Der norwegische Pavillon wurde, mit einem klassischen norwegischem Dorf als Vorbild, 1982 gebaut. Das Dorf enthält ein Nachbau der Stabkirche Gol ohne Chor und Apsis, welche bereits in Skizzen für den geplanten. aber nicht realisierten, russischen Pavillon mit leicht veränderter Fassadengestaltung enthalten war. Viel von der Pavillonfläche ist mit Läden besetzt. Diese Läden sind dekoriert mit großen hölzernen Trollen und verkaufen norwegische Güter inklusive Kleidung, Süßigkeiten und kleine Trollstatuen. Der Innenhof des Pavillons beinhaltet den Eingang zu der Attraktion Frozen ever after, einer Bootsfahrt zum bekannten Disney-Film, die bis 2014 Maelstroem hieß und 2016 umgebaut und neu thematisiert wurde. Snacks findet man im Kringla Bakeri Og Kafe, einer Bäckerei, die ausgesuchte norwegische Backwaren herstellt. Zum Sortiment gehören Moltebeeren-Hörnchen und Lachssandwichs. Früher gab es noch einen Kinderspielplatz, der einem Wikingerschiff ähnelte. Dieser wurde aber im Jahr 2006 geschlossen, da er den gesetzlichen Vorlagen über Verletzungsmöglichkeiten auf Kinderspielplätzen nicht mehr genügte. Das Schiff dient heute als Fassade. Der Innenhof beinhaltet zusätzlich auch den Eingang zum Restaurant Akershus, welches ein kaltes und warmes Buffet anbietet. Im Restaurant befindet sich auch das Princess Storybook Dining.

#### Mexiko
Der mexikanische Pavillon gleicht einer aztekischen Pyramide. Besucher schreiten beim Eingang durch eine Auswahl ausgestellter mexikanischer Kunstwerke der „Animales Fantasticos“-Kunstsammlung. Der Hauptraum ist ein mexikanischer Marktplatz bei Nacht mit dem Namen Plaza de los Amigos. Am Ende dieser Plaza ist das Restaurant San Angel Inn. Von hier sieht man über einem künstlichen Fluss das Modell eines aktiven Vulkanes. Der Fluss ist gleichzeitig eine Attraktion mit kleinen Booten und hieß El Rio del Tiempo (Der Fluss der Zeit). Der Eingang zu dieser Attraktion befand sich auf der rechten Seite des Platzes. Nachdem die Attraktionsbesucher den Vulkan und das Restaurant passierten, wurden sie durch die Geschichte von Mexiko geführt. Diese reichte von der vorkolumbianischen Vergangenheit bis zu der damaligen Gegenwart (ca. 1982). Am 2. Januar 2007 wurde diese Attraktion geschlossen, um sie völlig umzubauen. Der Name der neuen Attraktion ist Gran Fiesta Tour Starring The Three Caballeros. Das Thema hat sich ebenfalls geändert und die Bahn erzählt nun die Geschichte der „drei Caballeros“, die für eine große Aufführung in Mexiko-Stadt wiedervereinigt werden. Während der Fahrt verschwindet Donald, um die Sehenswürdigkeiten des Landes zu besuchen und lässt seine Freunde José Carioca und Panchito zurück. Diese Freunde begeben sich dann auf die Suche nach Donald. Zusätzlich zu dem neuen Thema wurden auch alle Requisiten, Fassaden und Sound-Systeme ausgetauscht. Die neue Attraktion wurde am 6. April 2007 eröffnet.

## Feuerwerke und Events

### Feuerwerke
- Carnival de Lumiere (1982-1983)
- A New World Fantasy (1983-1984)
- Laserphonic Fantasy (1984-1988)
- IllumiNations (1988-1996)
- IllumiNations 25 (1996-1999)
- IllumiNations: Reflections of Earth (1999-2019)
- Epcot Forever (01.10.2019 – 12.03.2020, 01.07.2021 – 28.09.2021, 03.04.2023 – 04.12.2023)
- Harmonious (01.10.2021 bis 02.04.2023)
- Luminous: The Symphony of Us (05.12.2023 – jetzt)

### Jährliche Events
- Epcot International Flower & Garden Festival
- Epcot International Food & Wine Festival
- Epcot International Festival of the Arts
- Epcot International Festival of the Holidays
- New Year's Eve

## Besucher
Epcot hatte im Jahr 2022 ca. 10,0 Millionen Besucher. Damit lag der Park im Vergleich auf Platz 6 der Freizeitparks mit den meisten Besuchern in Nordamerika und auf Platz 9 weltweit. Im Vergleich zu den anderen Parks im Walt Disney World Resort ist Epcot der drittbesucherstärkste hinter Magic Kingdom und Disney’s Hollywood Studios.
| 1990er  | Jahr     |                                    |                                    | 1992                               | 1993                               | 1994                               | 1995                               | 1996                               | 1997                               | 1998                               | 1999                               |
| 1990er  | Besucher | 10,0                               | 9,5                                | 9,7                                | 10,7                               | 11,2                               | 11,8                               | 10,6                               | 10,1                               |                                    |                                    |
| 2000er  | Jahr     | 2000                               | 2001                               | 2002                               | 2003                               | 2004                               | 2005                               | 2006                               | 2007                               | 2008                               | 2009                               |
| 2000er  | Besucher | 10,6                               | 9,0                                | 8,3                                | 8,6                                | 9,4                                | 9,9                                | 10,5                               | 10,9                               | 10,9                               | 11,0                               |
| 2010er  | Jahr     | 2010                               | 2011                               | 2012                               | 2013                               | 2014                               | 2015                               | 2016                               | 2017                               | 2018                               | 2019                               |
| 2010er  | Besucher | 10,8                               | 10,8                               | 11,1                               | 11,2                               | 11,5                               | 11,8                               | 11,7                               | 12,20                              | 12,44                              | 12,44                              |
| 2020er  | Jahr     | 2020                               | 2021                               | 2022                               | 2023                               |                                    |                                    |                                    |                                    |                                    |                                    |
| 2020er  | Besucher | 4,04                               | 7,75                               | 10,0                               | 12,0                               |                                    |                                    |                                    |                                    |                                    |                                    |
| Quellen | Quellen  | [ 69 ] [ 70 ] [ 71 ] [ 72 ] [ 73 ] | [ 69 ] [ 70 ] [ 71 ] [ 72 ] [ 73 ] | [ 69 ] [ 70 ] [ 71 ] [ 72 ] [ 73 ] | [ 69 ] [ 70 ] [ 71 ] [ 72 ] [ 73 ] | [ 69 ] [ 70 ] [ 71 ] [ 72 ] [ 73 ] | [ 69 ] [ 70 ] [ 71 ] [ 72 ] [ 73 ] | [ 69 ] [ 70 ] [ 71 ] [ 72 ] [ 73 ] | [ 69 ] [ 70 ] [ 71 ] [ 72 ] [ 73 ] | [ 69 ] [ 70 ] [ 71 ] [ 72 ] [ 73 ] | [ 69 ] [ 70 ] [ 71 ] [ 72 ] [ 73 ] |

## Wissenswertes
- Der Belag der Fußgängerzonen wurde nach Studien von Disney und Kodak mit einem speziellen Violett eingefärbt, um auf Fotos das Gras grüner und den Park heller und sauberer erscheinen zu lassen.
- Als Erinnerung der Eröffnung des Epcot Centers im Jahr 1982 haben die Projektingenieure einen überdimensionalen Kuchen als Modell des Parks gebacken. Sie nannten ihn EpCake: The Experimental Prototype Cake of Tomorrow (übersetzt: „Der experimentelle Prototyp eines Kuchens von morgen“) als Anspielung auf Disneys futuristische Stadt, die eigentlich am Standort des heutigen Freizeitparkes geplant war.